# Presidente Prudente
Presidente Prudente é um município brasileiro do interior do estado de São Paulo. Está distante cerca de 558 quilômetros da capital estadual, a cidade de São Paulo. 
Segundo a estimativa de 2024 do Instituto Brasileiro de Geografia e Estatística (IBGE), a população do município de Presidente Prudente foi de 234 083 habitantes, com uma população flutuante de 402 mil habitantes, sendo o 40º mais populoso município paulista. A sua área territorial é de 560 637 km².
O município é formado pela sede e pelos distritos de Ameliópolis, Eneida, Floresta do Sul e Montalvão, subdivididos em 255 bairros.
O município de Presidente Prudente foi emancipado de Conceição de Monte Alegre (hoje Paraguaçu Paulista) no início da década de 1920. Seu nome é uma referência ao ex-presidente brasileiro Prudente de Morais (1841 - 1902), que foi um advogado e político brasileiro, tornando-se o primeiro governador paulista na República (1889-1890). 
Atualmente a cidade é um dos principais polos industriais, culturais e de serviços do oeste de São Paulo, por isso passou a ser conhecida como a "Capital do Oeste Paulista". Segundo pesquisa da Fundação Getúlio Vargas, a cidade é a 27ª colocada no ranking das cidades mais promissoras para se construir uma carreira profissional.
A industrialização da cidade começou em meados da década de 1930, quando, por conta da crise econômica de 1929, o município teve que explorar novas atividades econômicas. Além da indústria, também havia em grande quantidade o cultivo do algodão.
O município conta ainda com uma importante tradição cultural, que vai desde o seu artesanato até o teatro, a música e o esporte. O principal clube de futebol da cidade é o Grêmio Prudente, cujo estádio é o Estádio Paulo Constantino (Prudentão). Existem ainda o Parque do Povo e o Teatro Municipal Procópio Ferreira, além de outros teatros e pequenos parques.

## História

### Origens e pioneirismo

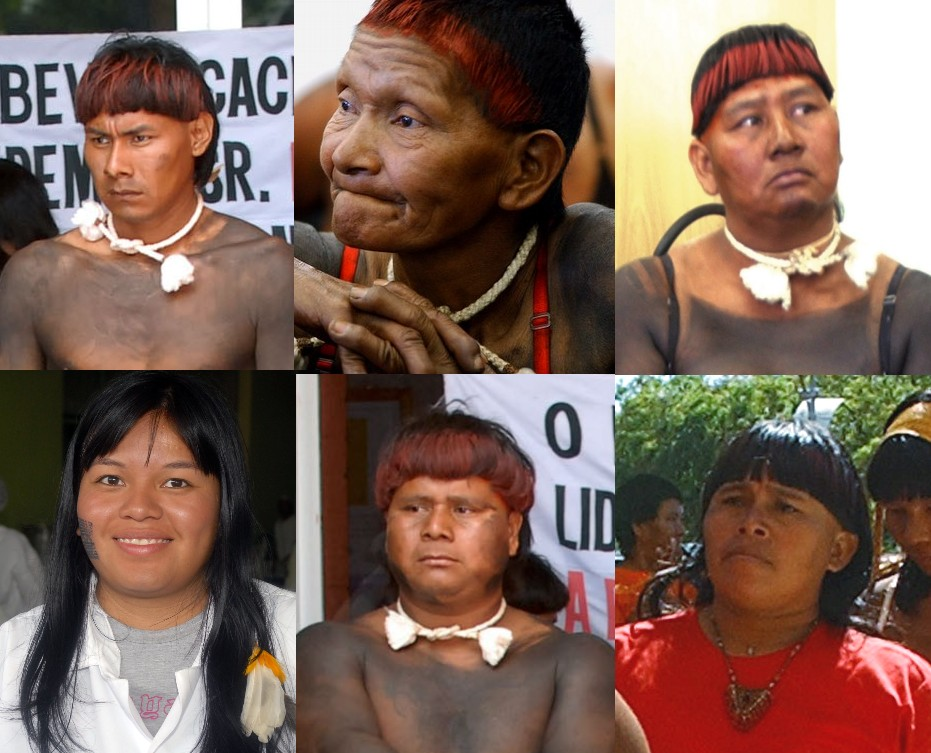
Representantes dos indigenas Xavantes, primeiros povos a habitar a região paulista

A área em que hoje está localizada a região oeste do estado de São Paulo era ocupada, primeiramente, pelas populações indígenas xavantes, caingangues e guaranis/guaranis-caiuás. 
O território era coberto por matas nos terrenos de terra roxa e por campos em outros tipos de solos. Por conta do mercado urbano surgido nas Minas Gerais, diversos sertanistas se fixaram na região e investiram na criação de gado. Por essa necessidade de domínio sobre a terra, ocorreram diversos conflitos com os povos originários da região.
Com a diminuição do ouro em Minas Gerais ocorreu uma grande corrente migratório para São Paulo. Essa corrente aumentou quando diversos mineiros passaram a fugir da convocação para as tropas que iriam lutar na Guerra do Paraguai, que estendeu-se de dezembro de 1864 a março de 1870, abrindo caminho para o esse movimento continuasse após o término da guerra.
Em 1893, foi feito um caminho entre a região conhecida como Campos Novos do Paranapanema e o Rio Paraná, para ligá-la com o estado de Mato Grosso. Nesta região se fez a expansão das plantações de café para as terras roxas do sul. Os espigões do Planalto Ocidental Paulista valorizaram-se pelas probabilidades de se plantar café nas novas terras. 
Esse avanço do café e a consequente ampliação do espaço sob o comando capitalista incentivaram a ocupação da região do Extremo Oeste Paulista e o seu crescimento. Os latifundiários do café das regiões mais antigas se dirigiram para o Oeste Paulista e obtiveram terras com o objetivo de fazer loteamentos, fazendo com que, ao lado do latifúndio cafeeiro, se estabelecessem, na região, propriedades de agricultura de subsistência.
O desenvolvimento de Presidente Prudente também foi ajudado pela ferrovia, sendo que esta foi a principal via de circulação de pessoas e mercadorias durante décadas. A escolha do sítio urbano está correlatada ao traçado da Estrada de Ferro Sorocabana, que também seguiu a linha dos espigões.

### Emancipação política e administrativa

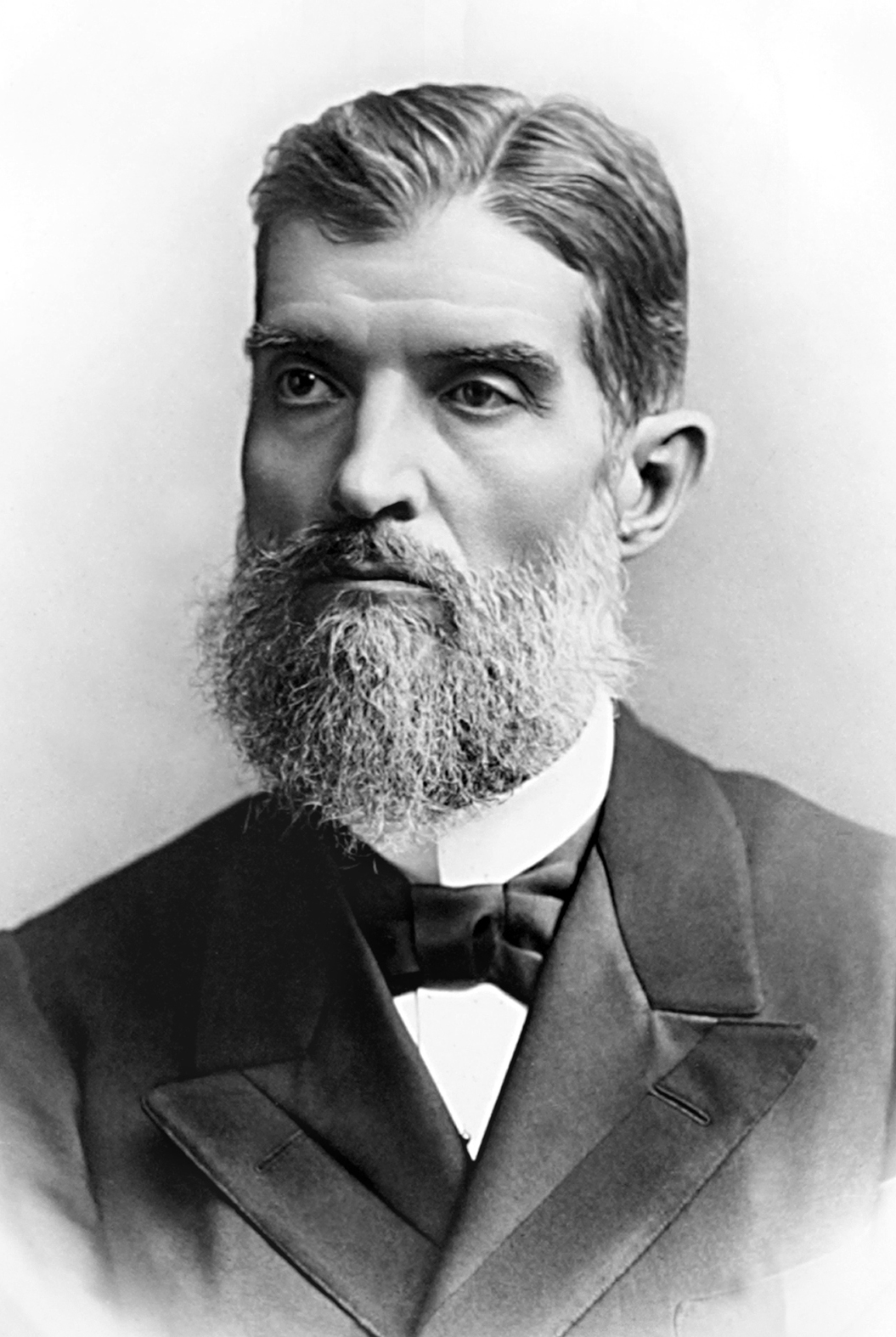
O nome do município homenageia o ex-presidente brasileiro Prudente de Morais

Com o grande desenvolvimento da região, compreendida hoje como a cidade de Presidente Prudente, foi criado em 14 de setembro de 1917, pelo Coronel Francisco de Paula Goulart, a vila de Goulart. A criação ocorreu pouco antes da emancipação territorial e administrativa de Conceição de Monte Alegre (atual Paraguaçu Paulista).
Grande parte do território era composto de loteamentos. Além dos lavradores, apareceram comerciantes interessados em comprar lotes, a fim de explorarem o comércio municipal. Com a inauguração do tráfego normal de trens, em 19 de janeiro de 1919, o povoamento foi aumentando tanto na área rural como na urbana. Coronel José Soares Marcondes era o proprietário da empresa de venda desses loteamentos, a Cia. Marcondes de Colonização, Indústria e Comércio.
Quando emancipada, a cidade era composta de apenas um distrito, a Sede, criada pela Lei estadual n.º 1.798, de 28 de novembro de 1921 e instalada a 13 de março de 1923 - que abrangia à época uma área de cerca de 20 000 km². A Comarca, de 4ª. entrância, foi criada pela Lei n.º 1.887, de 8 de dezembro de 1922. Primeiramente possuiu o nome de Vila Goulart, em homenagem a Francisco de Paula Goulart. Porém, anos mais tarde, recebeu sua denominação atual em honra ao ex-presidente brasileiro Prudente de Morais.

### Crescimento econômico

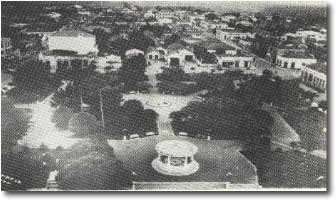
Região central da cidade na década de 1930

Como citado anteriormente, a cultura do café era a atividade econômica mais importante para o novo município, exercida por proprietários, empreiteiros e colonos. Em 1927, era estimado em dez milhões o número de pés de café no município. A primeira metade da década de 1920 caracterizou-se pelo auge da produção cafeeira prudentina. A decadência da produção ocorreu pelo cansaço das terras arenosas da região, pelas geadas que acabavam com as lavouras; pela diminuição da exportação motivada pela alteração da qualidade do café; pela concorrência de outros países e pela crise econômica de 1929. 
Com a crise do café, a troca pelo algodão foi inevitável, ajudada por condições nacionais e internacionais. O algodão trouxe à região do oeste paulista diversas empresas estrangeiras que comercializavam e financiavam pequenos plantadores, visto a grande procura internacional do produto.
A introdução das culturas do algodão e, mais tarde, do amendoim provocou mudanças na estrutura das relações trabalhistas da área. Todavia, apenas na década seguinte, que o cultivo do algodão, passou a ser relevante, com um aumento significativo na área plantada, à medida que a cultura do café começava a diminuir ainda mais. Outros produtos como arroz, milho, feijão e batata se tornaram a base econômica do lavrador que, com sua venda, financiava a lavoura de café, pagava a propriedade e sustentava sua família. O beneficiamento desses produtos eram feitos nos municípios e núcleos, o que aumentou o número de estabelecimentos e consequentemente o crescimento desses.
Na década de 1940 observou-se que 44,7% das terras aproveitáveis da região eram constituídas de pastagens. O aumento da importância da pecuária na região da Alta Sorocabana se efetivou quando, sobretudo, se deu o desmatamento de áreas que ainda não estavam em exploração. As atividades industriais correlatadas nos primeiros tempos à exploração de madeira, se voltaram para a transformação de matérias-primas, principalmente para a criação de gado bovino. O excedente, não consumido no núcleo era todo enviado para São Paulo por via férrea. No início da década de 1930 havia dezessete estabelecimentos industriais, passando para 138 já em 1940, empregando 655 pessoas. O que se desenvolveu em termos de indústria foi para complementar a economia agrícola, englobando ainda mais sua predominância.

### Desenvolvimento social e tempos modernos

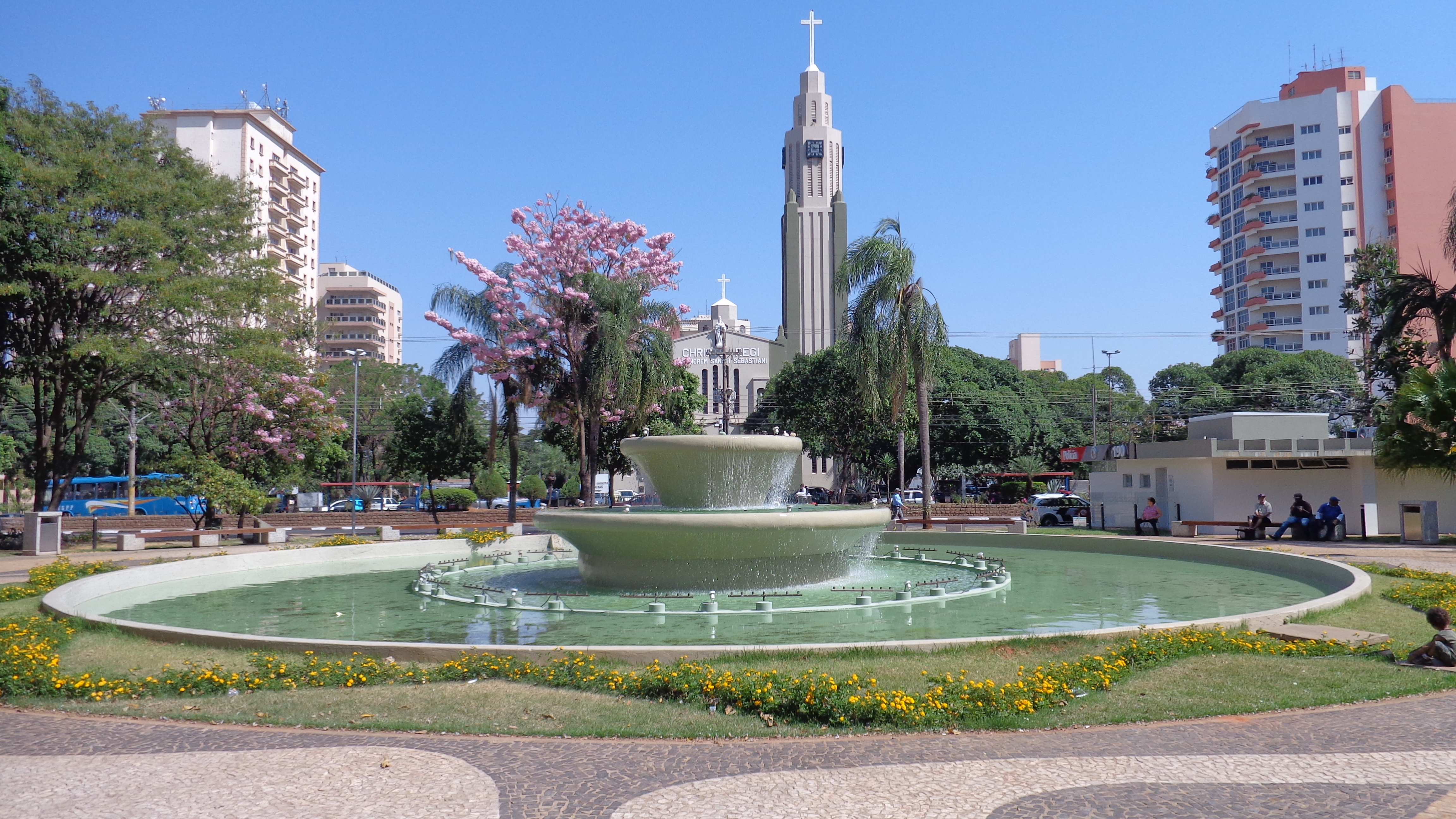
Visão atual da Praça Nove de Julho, no Centro de Prudente

O crescimento da cidade exigiu a criação do primeiro grupo escolar, hoje Escola Estadual Professor Adolpho Arruda Mello, em 1925; da primeira Casa de Saúde, 1926; a instalação da Paróquia, 1925; e da Inspetoria Distrital de Ensino, 1928, que em 1932 foi transformada em Delegacia de Ensino. 
Os serviços de fornecimento de energia elétrica à cidade iniciaram-se em 1924 pela Companhia Marcondes de Colonização Indústria e Comércio, por meio de uma pequena usina termoelétrica alimentada por um locomóvel e gerador de 60 kWA, fornecendo energia do anoitecer até as 24 horas. 
Os serviços religiosos prestados pela Igreja Católica foram oficializados com a criação da Paróquia São Sebastião, em 1925, para onde veio o padre José Maria Martinez Sarrion, que exerceu o cargo de pároco até o ano de sua morte, 1951. Assim, num intervalo de tempo, o município adquiria um nível de autonomia político-administrativa importante regionalmente.
A extensão original de Presidente Prudente era de cerca de 15 600 km², por ocasião de sua fundação e estabelecimento do município e seus limites atingiam, ao norte, o divisor de águas do Aguapeí-Peixe; ao sul, o rio Paranapanema; a leste os municípios de Campos Novos Paulista (anteriormente denominado Campos Novos do Paranapanema) e Conceição do Monte Alegre e a oeste o rio Paraná. 
A alteração do quadro territorial-administrativo do município reduziu cada vez mais sua extensão territorial, em função dos sucessivos desmembramentos por leis estaduais. Somente em 1960 passa a ter a configuração que mantém até a presente data. Nesse seu processo de expansão territorial, a cidade absorveu progressivamente o meio rural. Esse predominância do espaço rural foi e está sendo substituída pelo urbano, para atender às exigências da expansão urbana, dada pelo aumento das atividades produtivas na cidade (indústria, comércio e serviços) e pelo aumento da demanda habitacional, gerada pela concentração populacional.

## Geografia

Mapa de Presidente Prudente (SP), em vermelho, e municípios limítrofes, em azul

Presidente Prudente está situado na região oeste do estado de São Paulo, na mesorregião e microrregião homônimas, distante 558 quilômetros de São Paulo, capital estadual, e 979 quilômetros de Brasília, capital federal. Ocupa uma área de 562,974 km², e se limita com os municípios de Flora Rica, Flórida Paulista e Mariápolis, a norte; Pirapozinho, Anhumas e Regente Feijó, a sul; Caiabu, a leste; e Alfredo Marcondes, Álvares Machado e Santo Expedito, a oeste.
O município está localizado junto à bacia hidrográfica do rio Paraná, tendo em seu território várias sub-bacias de pequenos e médios córregos com papéis importantes em sua configuração, e sendo drenado pelos córregos do Veado e do Cedro, pertencentes à bacia do rio Santo Anastácio; e pelo córrego da Onça e rio Mandaguari, que pertencem à bacia do rio do Peixe. A cidade apresenta-se levemente ondulada com ocorrência contínua de colinas, na grande maioria com divisores constituídos por cursos d’água. O solo é classificado como arenito Bauru, com características agrícolas, o que o torna apto a diversas culturas. O ponto mais elevado da cidade situa-se a 472 metros.

### Clima
| Maiores acumulados de precipitação em 24 horas registrados em Presidente Prudente por meses (INMET, 1961-presente) | Maiores acumulados de precipitação em 24 horas registrados em Presidente Prudente por meses (INMET, 1961-presente) | Maiores acumulados de precipitação em 24 horas registrados em Presidente Prudente por meses (INMET, 1961-presente) | Maiores acumulados de precipitação em 24 horas registrados em Presidente Prudente por meses (INMET, 1961-presente) | Maiores acumulados de precipitação em 24 horas registrados em Presidente Prudente por meses (INMET, 1961-presente) | Maiores acumulados de precipitação em 24 horas registrados em Presidente Prudente por meses (INMET, 1961-presente) |
| Mês | Acumulado | Data | Mês | Acumulado | Data |
| --- | --- | --- | --- | --- | --- |
| Janeiro | 271,2 mm | 30/01/1988 | Julho | 72,2 mm | 25/07/2007 |
| Fevereiro | 174,4 mm | 28/02/1980 | Agosto | 74,2 mm | 20/08/2009 |
| Março | 100,8 mm | 30/03/1998 | Setembro | 127,4 mm | 28/09/2010 |
| Abril | 107,6 mm | 26/04/1999 | Outubro | 117,5 mm | 04/10/1972 |
| Maio | 73,2 mm | 21/05/2017 | Novembro | 110,5 mm | 07/11/1987 |
| Junho | 82,4 mm | 14/06/2023 | Dezembro | 106 mm | 17/12/1968 |

O clima de Presidente Prudente é caracterizado tropical chuvoso (tipo Aw segundo Köppen), com verões chuvosos e quentes e invernos secos e mais frios, sendo a temperatura média compensada em torno dos 23 °C. O índice pluviométrico é de 1 340 milímetros (mm) anuais, concentrados nos meses de primavera e verão, e apresentando significativa diminuição no inverno, quando são comuns quedas nos índices de umidade relativa do ar. A insolação atmosférica é de cerca de 2 600 horas/ano.
Segundo dados do Instituto Nacional de Meteorologia (INMET), referentes ao período entre janeiro de 1961 e maio de 2012, a menor temperatura registrada em Presidente Prudente foi de −1,8 °C em 18 de julho de 1975, dia em que foi registrado um episódio de geada negra no município, associada a uma grande onda de frio atingiu boa parte do Brasil, mantendo as temperaturas muito baixas. Outro registro negativo ocorreu em 20 de julho de 1981, com mínima de −0,1 °C. Por outro lado, a máxima histórica atingiu 41,8 °C em 6 de outubro de 2020.
Ainda de acordo com o INMET o maior acumulado de precipitação em 24 horas foi de 271,2 mm em 30 de janeiro de 1988. Outros acumulados iguais ou superiores a 100 mm foram 174,4 mm em 28 de fevereiro de 1980, 174,3 mm em 18 de janeiro de 1968, 130 mm em 19 de fevereiro de 1967, 127,4 mm em 28 de setembro de 2010, 119,1 mm em 9 de janeiro de 1994, 117,5 mm em 4 de outubro de 1972, 115,7 mm em 18 de janeiro de 2009, 110,5 mm em 7 de novembro de 1987 e 107,6 mm em 16 de abril de 1999, 106,2 mm em 23 de fevereiro de 1993, 106 mm em 17 de dezembro de 1968, 105,8 mm em 24 de janeiro de 1994, 104 mm em 2 de outubro de 1970, 102,6 mm em 27 de fevereiro de 1996, 100,8 mm em 30 de março de 1998 e 100 mm em 22 de fevereiro de 1963. O menor índice de umidade relativa do ar foi de apenas 8%, na tarde do dia 23 de agosto de 2006.
| Dados climatológicos para Presidente Prudente                                                  | Dados climatológicos para Presidente Prudente | Dados climatológicos para Presidente Prudente | Dados climatológicos para Presidente Prudente | Dados climatológicos para Presidente Prudente | Dados climatológicos para Presidente Prudente | Dados climatológicos para Presidente Prudente | Dados climatológicos para Presidente Prudente | Dados climatológicos para Presidente Prudente | Dados climatológicos para Presidente Prudente | Dados climatológicos para Presidente Prudente | Dados climatológicos para Presidente Prudente | Dados climatológicos para Presidente Prudente | Dados climatológicos para Presidente Prudente |
| Mês                                                                                            | Jan                                           | Fev                                           | Mar                                           | Abr                                           | Mai                                           | Jun                                           | Jul                                           | Ago                                           | Set                                           | Out                                           | Nov                                           | Dez                                           | Ano                                           |
| ---------------------------------------------------------------------------------------------- | --------------------------------------------- | --------------------------------------------- | --------------------------------------------- | --------------------------------------------- | --------------------------------------------- | --------------------------------------------- | --------------------------------------------- | --------------------------------------------- | --------------------------------------------- | --------------------------------------------- | --------------------------------------------- | --------------------------------------------- | --------------------------------------------- |
| Temperatura máxima recorde (°C)                                                                | 39                                            | 39,5                                          | 39,4                                          | 36,4                                          | 33,4                                          | 33,2                                          | 34,4                                          | 38,1                                          | 40,9                                          | 41,8                                          | 39,9                                          | 39,4                                          | 41,8                                          |
| Temperatura máxima média (°C)                                                                  | 31                                            | 31                                            | 30,8                                          | 29,6                                          | 26,3                                          | 25,7                                          | 26,1                                          | 28,2                                          | 28,9                                          | 30,5                                          | 30,5                                          | 30,9                                          | 29,1                                          |
| Temperatura média compensada (°C)                                                              | 25,7                                          | 25,6                                          | 25,4                                          | 24                                            | 20,7                                          | 19,7                                          | 19,7                                          | 21,5                                          | 22,5                                          | 24,5                                          | 25,2                                          | 25,6                                          | 23,3                                          |
| Temperatura mínima média (°C)                                                                  | 21,7                                          | 21,7                                          | 21,2                                          | 19,5                                          | 16,5                                          | 15,4                                          | 14,9                                          | 16,2                                          | 17,3                                          | 19,4                                          | 20,3                                          | 21,2                                          | 18,8                                          |
| Temperatura mínima recorde (°C)                                                                | 11,6                                          | 14,2                                          | 9,2                                           | 5,8                                           | 2                                             | 1,8                                           | −1,8                                          | 0                                             | 4,8                                           | 7,2                                           | 10,3                                          | 10,2                                          | −1,8                                          |
| Precipitação (mm)                                                                              | 232,5                                         | 172,2                                         | 138,3                                         | 73                                            | 82,6                                          | 48,3                                          | 39,7                                          | 42,7                                          | 84,2                                          | 121                                           | 129,6                                         | 175,6                                         | 1 339,7                                       |
| Dias com precipitação (≥ 1 mm)                                                                 | 13                                            | 12                                            | 9                                             | 5                                             | 6                                             | 4                                             | 3                                             | 4                                             | 6                                             | 8                                             | 9                                             | 12                                            | 91                                            |
| Umidade relativa compensada (%)                                                                | 72,6                                          | 73,2                                          | 70,1                                          | 66,3                                          | 68,1                                          | 66,1                                          | 59,3                                          | 53,6                                          | 58,2                                          | 61,9                                          | 63,6                                          | 69,3                                          | 65,2                                          |
| Insolação (h)                                                                                  | 197,2                                         | 186,5                                         | 228,9                                         | 239,5                                         | 215,1                                         | 209,7                                         | 235,8                                         | 233,4                                         | 195,4                                         | 216,1                                         | 227                                           | 206,4                                         | 2 591                                         |
| Fonte: INMET (normal climatológica de 1981-2010; recordes de temperatura: 01/01/1961-presente) |                                               |                                               |                                               |                                               |                                               |                                               |                                               |                                               |                                               |                                               |                                               |                                               |                                               |

### Ecologia e meio ambiente

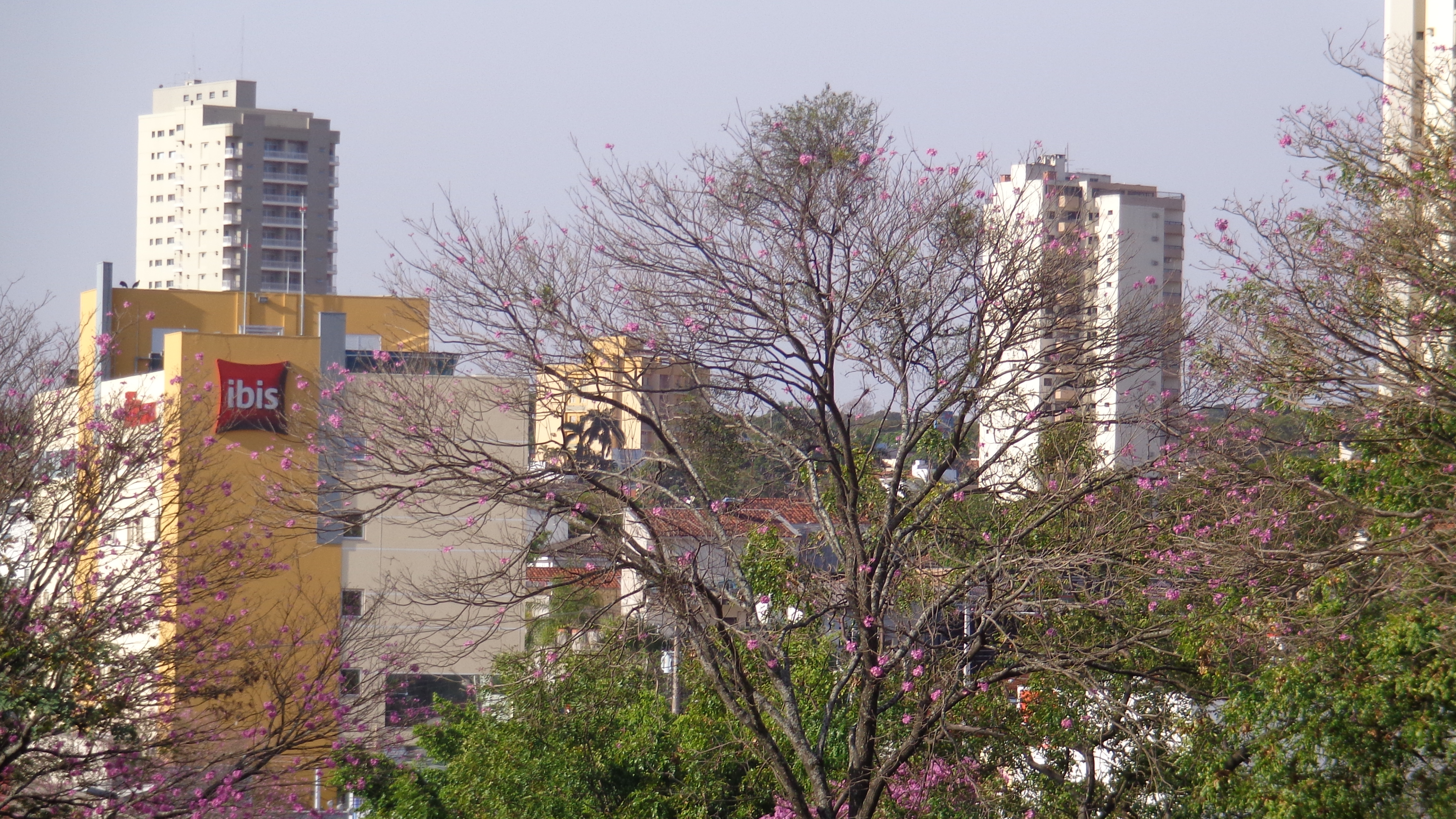
Vegetação típica do cerrado durante a estação seca em Presidente Prudente, com o Hotel Ibis ao fundo

A zona rural de Presidente Prudente caracteriza-se pelas pastagens e por vegetação arbórea esparsa, ficando o solo coberto em todas as épocas do ano. No município, existe uma diversidade significativa no que se refere à ocupação do solo, porque os bairros mais antigos são densamente habitados e possuem quantidade significativa de vegetação arbórea nas ruas e fundos de quintais. Os bairros mais recentes, que são a grande maioria, apresentam-se com construções esparsas com gramado e vegetação arbórea esparsa. Os conjuntos habitacionais, são densamente construídos. A cidade não possui o uso do solo muito diversificado, havendo o predomínio de domicílios em detrimento de outros usos, tais como o industrial, comercial e de serviços.
Para fazer uma gestão ambiental mais radical, a prefeitura, por meio da Secretaria Municipal do Meio Ambiente, investe na limpeza de locais públicos, como a retirada de arbustos, lixo e entulho, remoção e erradicação de leucena e outras espécies não endêmicas, além de criar áreas verdes na área urbana. 
No município existem vários terrenos baldios coberto com mata endêmica de vegetação de Cerrado em meio ao perímetro urbano, áreas que são mantidas e protegidas pelos órgãos municipais de preservação ambiental como a Secretaria Municipal do Meio Ambiente. Partes de bairros como Jardim Planalto, Brasil Novo, Jardim Paraíso e Vale do Sol tiveram seus terrenos cercadas com alambrado em 2010.
A Prefeitura de Presidente Prudente tornou sua política ambiental e tributária cada vez mais radical e contraditória. Valmir da Souza Pinto, vereador, criou o projeto de lei que definque que o proprietário que não adotar uma gestão ambiental muito radical e forte, pagará mais IPTU, passou por votação no dia 17 de março de 2015, sendo noticiada no 31 do mesmo mês.

## Demografia
Segundo o Instituto Brasileiro de Geografia e Estatística, em 2014 a população do município é de 220 599 habitantes, sendo o 36º mais populoso do estado e apresentando uma densidade populacional de 367,7 habitantes por km². Segundo o censo de 2000, 48,22% da população eram homens (91 797 habitantes) e 51,78% (97 389 habitantes) mulheres. Cerca de 97,91% (185 229 habitantes) vivia na zona urbana e 2,09% (3 957 habitantes) na zona rural.
O Índice de Desenvolvimento Humano Municipal (IDH-M) de Presidente Prudente é considerado alto pelo Programa das Nações Unidas para o Desenvolvimento (PNUD). Seu valor no ano de 2010 era de 0,806, sendo o décimo terceiro maior do estado, à frente da capital, São Paulo, que aparece na décima quarta posição. No ano de 2007, considerando apenas a educação, o valor do índice é de 0,882. O índice da saúde é de 0,848 e o de renda é de 0,767. A cidade possui a maioria dos indicadores elevados e todos acima da média nacional segundo o PNUD. A renda per capita é de 14 652,00 reais. O coeficiente de Gini, que mede a desigualdade social é de 0,46, sendo que 1,00 é o pior número e 0,00 é o melhor. A incidência da pobreza, medida pelo IBGE, é de 14,47%, o limite inferior da incidência de pobreza é de 10,10%, o superior é de 18,85% e a incidência da pobreza subjetiva é de 10,84%. No ano de 2000, a população prudentina era composta por 135 104 brancos (71,41%); 7 045 negros (3,72%); 39 965 pardos (21,12%); 194 indígenas (0,10%); 5 777 amarelos (3,05%); além dos 1 100 sem declaração (0,58%).

### Religião

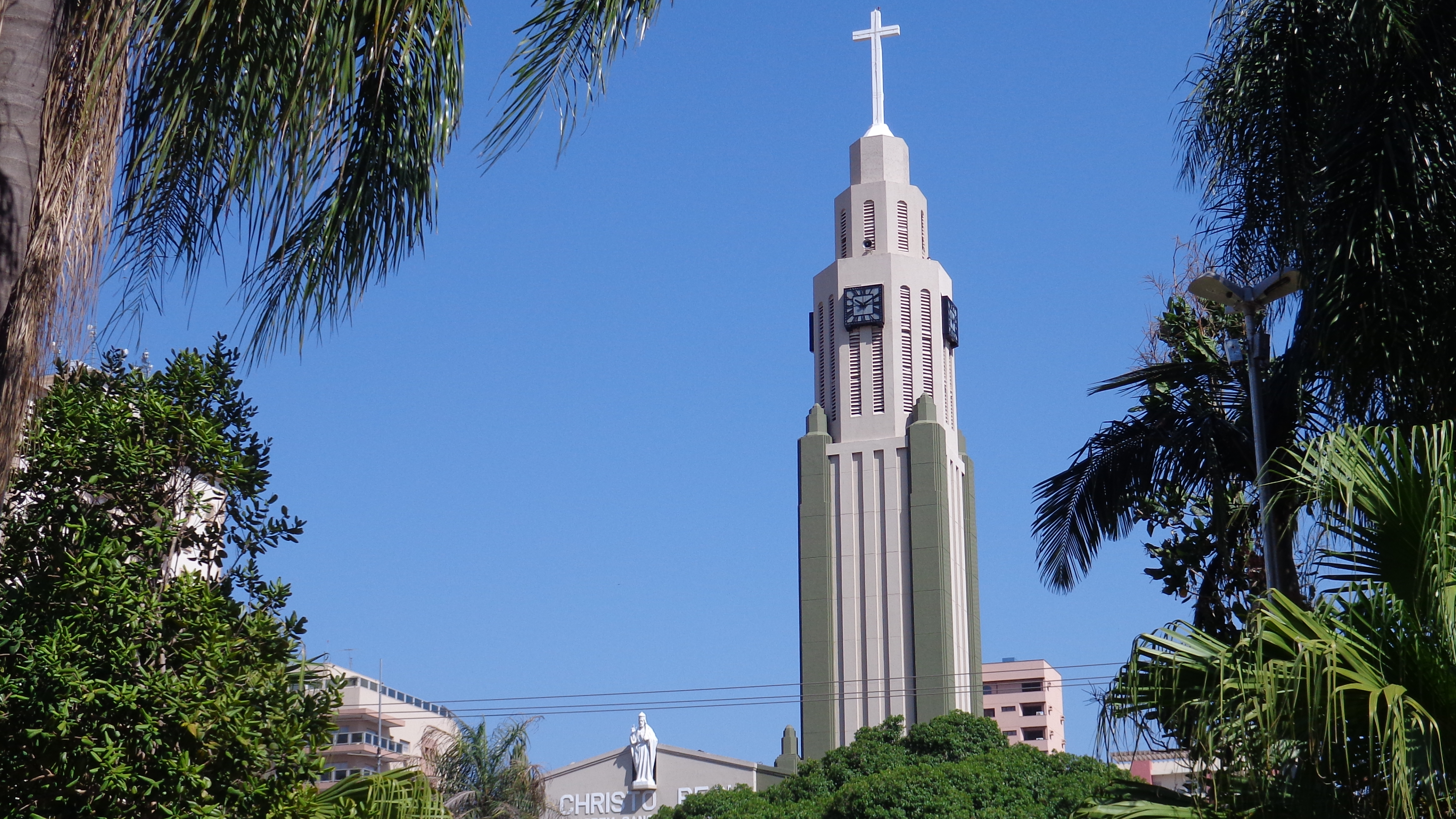
Torre da Catedral de São Sebastião, sede da Diocese de Presidente Prudente, sufragânea de Arquidiocese de Botucatu

Tal como a variedade cultural em Presidente Prudente, são diversas as manifestações religiosas presentes na cidade. Embora tenha se desenvolvido sobre uma matriz social eminentemente católica é possível encontrar atualmente na cidade dezenas de denominações protestantes diferentes. Além disso o crescimento dos evangélicos também vem sido notado chegando a quase de 17,83% da população.
O município de Presidente Prudente está localizado no país mais católico do mundo em números absolutos. A Igreja Católica teve seu estatuto jurídico reconhecido pelo governo federal em outubro de 2009, ainda que o Brasil seja atualmente um estado oficialmente laico. A cidade possui os mais diversos credos protestantes ou reformados, como por exemplo a Assembleia de Deus. De acordo com dados do censo de 2010, realizado pelo Instituto Brasileiro de Geografia e Estatística, a população de Presidente Prudente é composta por: apostólicos romanos (64,31%), evangélicos (26,69%), sem religião (4,24%), espiritismo (1,11%), testemunhas de Jeová (0,68%), budismo (0,41%), mórmons (0,19%), católicos apostólicos brasileiros (0,10%), umbanda e candomblé (0,08%), católicos ortodoxos (0,04%), agnósticos (0,04%) e esotéricos (0,03%).

## Política

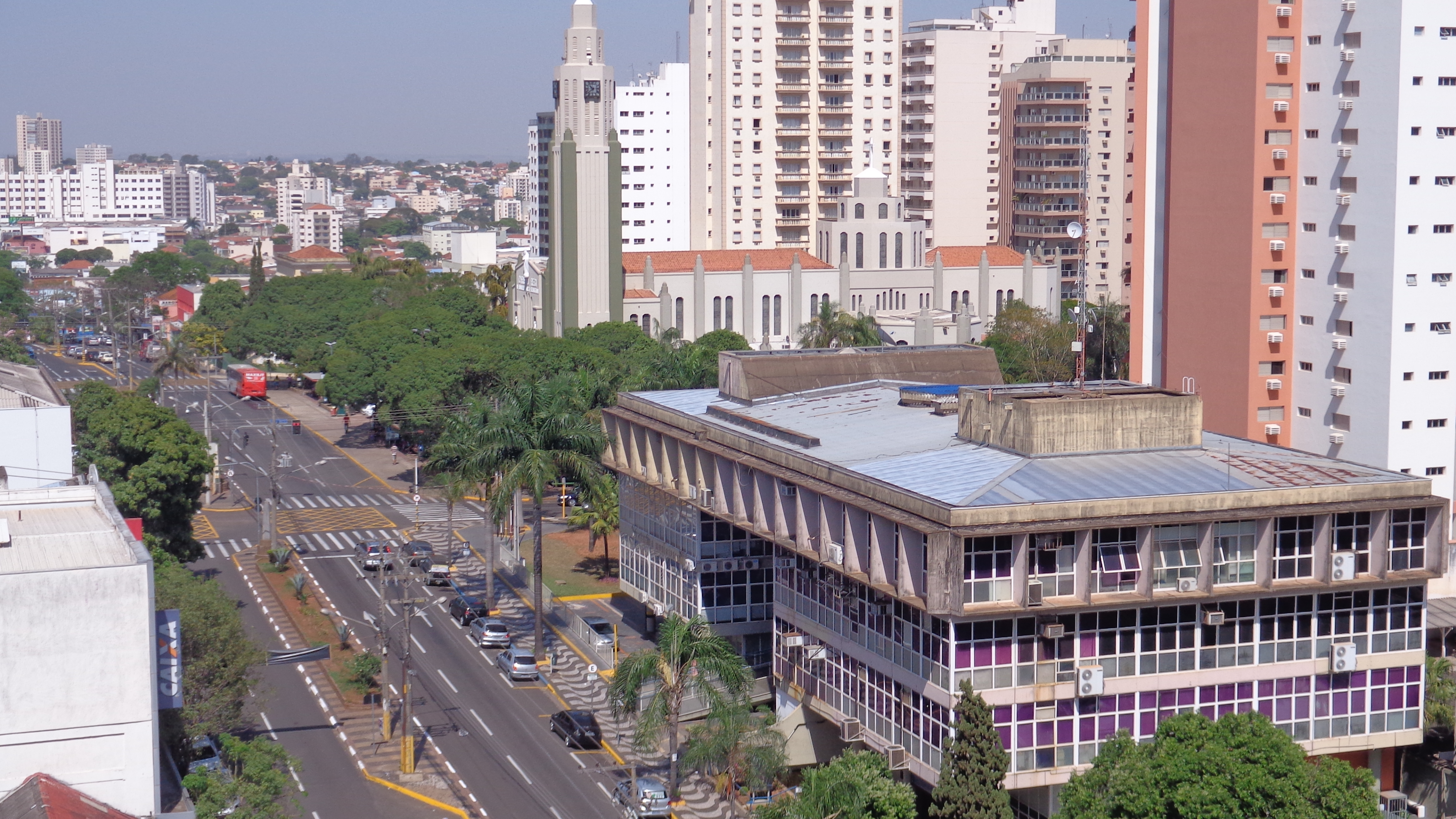
Prefeitura de Presidente Prudente

O poder executivo do município de Presidente Prudente é representado pelo prefeito, auxiliado pelo seu gabinete de secretários. O primeiro prefeito municipal foi Pedro de Mello Machado, filiado ao Partido Republicano Paulista (PRP), entre agosto e dezembro de 1923. O atual prefeito, eleito nas eleições municipais de 2024, é Milton Carlos de Mello, popularmente conhecido como Tupã, eleito pelo partido Republicanos, com 52,81% dos votos válidos no pleito.
O poder legislativo é constituído pela câmara, composta por treze vereadores eleitos para mandatos de quatro anos. Na atual legislatura, iniciada em 2025, é formada por três cadeiras do Republicanos, três do partido Progressistas (PP), duas do União Brasil (UNIÃO), duas do Partido Social Democrático (PSD), e os três assentos restante para as siglas Movimento Democrático Brasileiro (MDB), Podemos (PODE) e Partido Liberal (PL), uma cada. Cabe à casa elaborar votar leis fundamentais à administração e ao Executivo, especialmente o orçamento participativo (Lei de Diretrizes Orçamentárias).
Presidente Prudente se rege por lei orgânica, promulgada em 5 de abril de 1990, e é sede de uma comarca, de quarta entrância. De acordo com o Tribunal Superior Eleitoral, o município possuía, em novembro de 2019, 176 219 eleitores, o que representa 0,530% do total de eleitores do estado de São Paulo.

## Subdivisões
Presidente Prudente está oficialmente subdividida em cinco distritos. São eles: Ameliópolis, Eneida, Floresta do Sul e Montalvão, além do distrito-sede. Quando emancipada, a cidade era composta de apenas de um distrito, a sede, criada pela lei estadual nº 1 798, de 28 de novembro de 1921 e instalada em 13 de março de 1923. A Comarca, de quarta entrância, foi criada pela lei nº 1 887, de 8 de dezembro de 1922.
A cidade também está dividida em cerca de 220 bairros, sendo o maior e mais populoso, segundo a prefeitura, o Ana Jacinta. A região mais pobre do município é a dos bairros Jardim Santa Mônica e Vila Furquim, onde muitas famílias foram colocadas de forma precária. Na região leste do município também está situado o chamado mapa de exclusão social. Nesses lugares o nível de exclusão e vulnerabilidade social é gritante, as expressões da questão social são visíveis, onde famílias inteiras necessitam da solidariedade e caridade de outras pessoas, pois muitos direitos dos habitantes, por vezes não são respeitados e por outros abolidos por completo da comunidade.

## Economia
O Produto interno bruto - PIB de Presidente Prudente é o 128º maior do Brasil, destacando-se na área de prestação de serviços. Nos dados do IBGE de 2005 o município possuía R$ 2.971.249 mil  no seu Produto Interno Bruto. Desse total, 327.020 mil são de impostos sobre produtos líquidos de subsídios. O PIB per capita é de R$ 14 652. Dos 5.565 municípios brasileiros, Presidente Prudente ocupa a 27ª colocação no ranking das mais promissoras cidades para se construir uma carreira profissional, segundo pesquisa da Fundação Getúlio Vargas, publicada na revista Você S.A.
A cidade exportou US$ 141 milhões em produtos e importou US$ 16,6 milhões, em 2022. Ficando com 124,7 milhões de superavit em 2022.

### Setor primário
| Produção de cana-de-açúcar, batata-doce e mandioca (2007) | Produção de cana-de-açúcar, batata-doce e mandioca (2007) | Produção de cana-de-açúcar, batata-doce e mandioca (2007) |
| --------------------------------------------------------- | --------------------------------------------------------- | --------------------------------------------------------- |
| Produto                                                   | Área colhida (hectares)                                   | Produção (tonelada)                                       |
| Cana-de-açúcar                                            | 10.000                                                    | 200.000                                                   |
| Batata-doce                                               | 800                                                       | 9.600                                                     |
| Mandioca                                                  | 50                                                        | 1.250                                                     |

A agricultura é o setor menos relevante da economia de Presidente Prudente. De todo o PIB do município 23.232 mil reais é o valor adicionado bruto da agropecuária. Segundo o IBGE em 2008 o município possuía um rebanho de 52.607 bovinos, 1.620 equinos, 300 suínos, 66 caprinos, 55 bufalinos, sete asininos, 181 muares, 820 ovinos e 11.500 aves, dentre estas 7.400 galinhas e 4.100 galos, frangos e pintinhos. Em 2007 a cidade produziu 2.750 mil litros de leite de 3.680 vacas. Foram produzidos 89 mil dúzias de ovos de galinha e 905 quilos de mel-de-abelha. Na lavoura temporária são produzidos principalmente a cana-de-açúcar (200.000 toneladas), a batata-doce (9.600 toneladas) e a mandioca (1250 toneladas).

### Setor secundário
A indústria atualmente é o segundo setor mais relevante para a economia prudentina. 436 375 reais do PIB municipal são do valor adicionado bruto da indústria (setor secundário). Segundo dados do cadastro da Prefeitura, existem no município 445 indústrias. Este número abrange cerca de 58% das indústrias associadas na Fiesp/Ciesp instaladas na região do Oeste Paulista. Destacam-se no cenário industrial da cidade, empresas de micro e pequeno porte. Uma importante parcela de participação do setor secundário municipal é oriunda dos quatro distritos industriais, que ocupam uma área total de 45 alqueires.
O NIPP I (Núcleo Industrial de Presidente Prudente Antônio Crepaldi) ocupa cerca de 20 alqueires, contendo 41 indústrias em vários setores como fábricas de extintores, indústria e comércio de móveis, indústria de argamassa, indústria de bebidas, estruturas metálicas, material de limpeza, produtos agropecuários, elétricos e equipamentos industriais entre outros; O NIPP II (Núcleo Industrial de Presidente Prudente) conta com uma área de 18 alqueires, mas ainda está em fase de implantação; O NIPP III (Núcleo Industrial não Poluente Belmiro Maganini) possui uma área de aproximadamente quatro alqueires, 60 indústrias em vários setores como produtos eletrônicos, equipamentos rodoviários, cozinha industrial, confecções, aparelhos hospitalares, esquadrias metálicas, produtos farmacêuticos, cosméticos, calçados, refrigerante, serrarias e móveis; O NIPP IV (Distrito Industrial Não Poluente Antônio Onofre Gerbasi), que possui aproximadamente três alqueires, conta com 52 indústrias tais como as de pré-moldados, baterias, produção de sementes, lajes, argamassa, lapidação de pedras, mármore e granito, madeira, móveis entre outras.

### Setor terciário

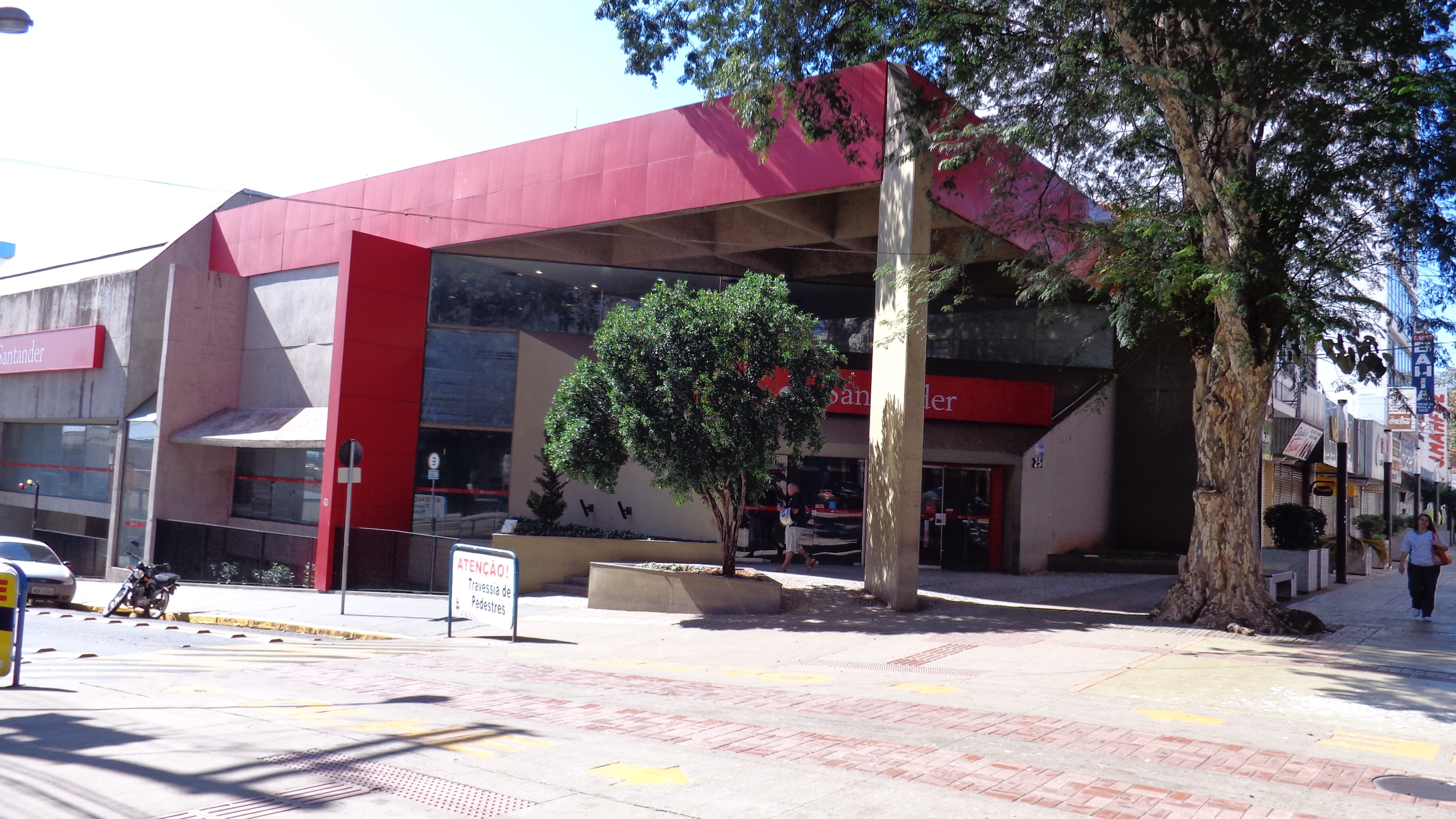
Agência bancária no Calçadão de Prudente

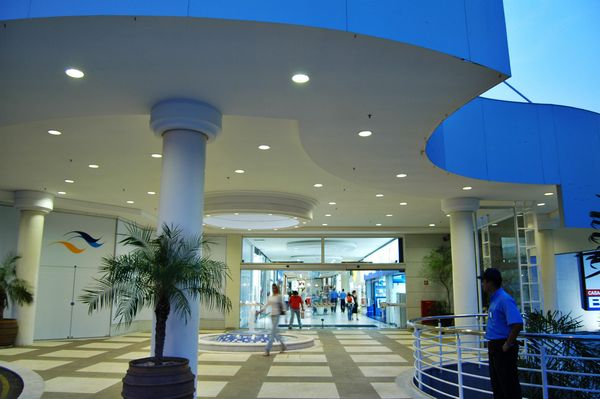
Vista do Prudenshopping, o maior centro de compras de Presidente Prudente e região

2 184 623 mil reais do PIB municipal são de prestações de serviços. O setor terciário atualmente é a maior fonte geradora do PIB prudentino. De acordo com o IBGE, a cidade possuía no ano de 2008 8.884 empresas e estabelecimentos comerciais e 129 624 trabalhadores, sendo 70 601 pessoal ocupado total e 59 123 ocupado assalariado. Salários juntamente com outras remunerações somavam 852.251 reais e o salário médio mensal de todo município era de 2,7 salários mínimos.

## Infraestrutura
No ano de 2000 a cidade tinha 55 178 domicílios entre apartamentos, casas, e cômodos. Desse total 39 445 eram imóveis próprios, sendo 32 076 próprios já quitados (58,13%), 7 369 em aquisição (13,75%) 10 445 alugados (18,93%); 5 187 imóveis foram cedidos, sendo 810 por empregador (1,47%) e 4 377 cedidos de outra maneira (7,93%). 101 foram ocupados de outra forma (0,18%). O município conta com água tratada, energia elétrica, esgoto, limpeza urbana, telefonia fixa e telefonia celular. Em 2000, 96,84% dos domicílios eram atendidos pela rede geral de abastecimento de água; 97,29% das moradias possuíam coleta de lixo  e 95,01% das residências possuíam escoadouro sanitário.

### Saúde

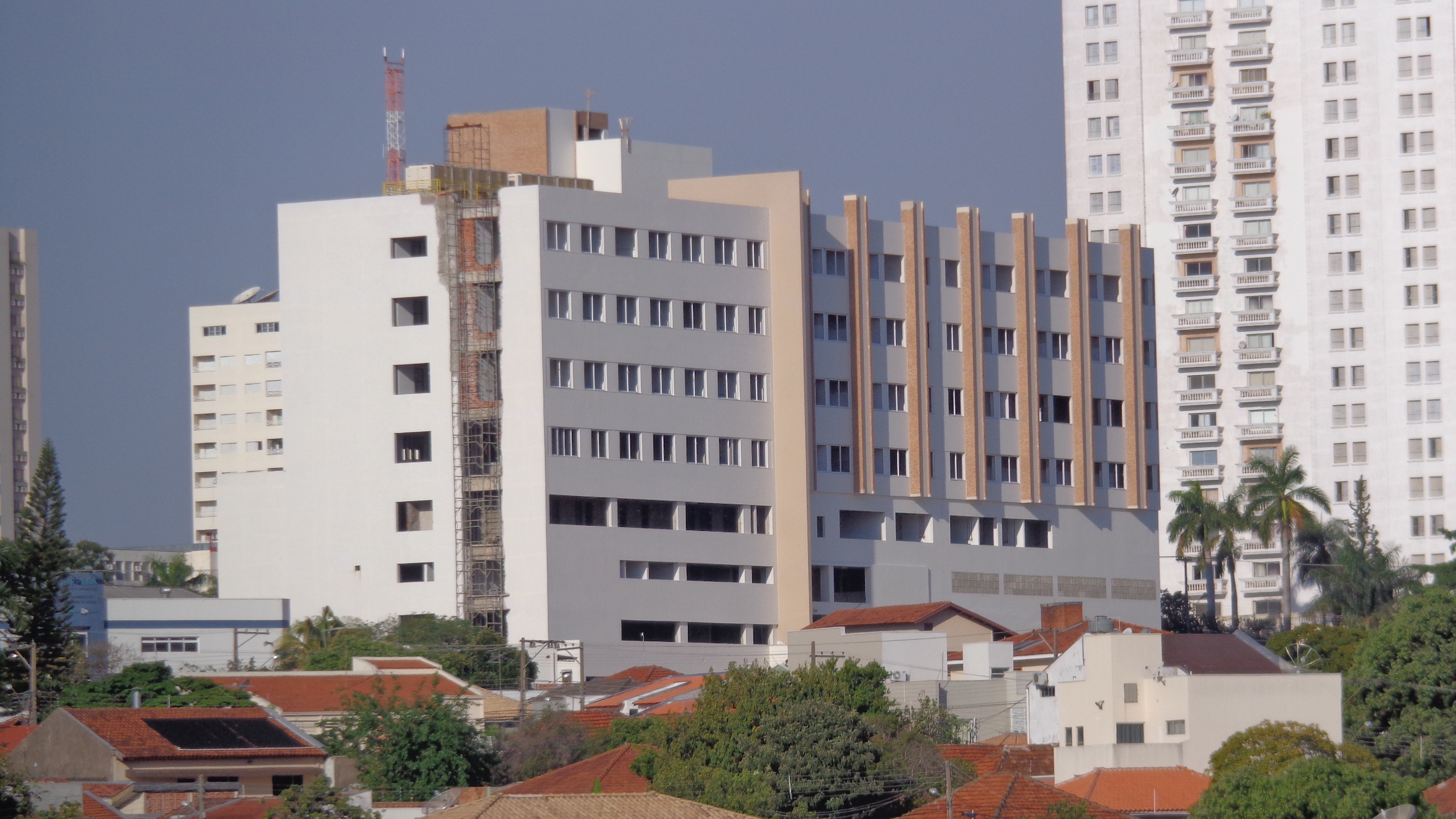
Hospital Regional de Esperança de Presidente Prudente, anteriormente chamado Hospital do Câncer

Em 2005 o município possuía 91 estabelecimentos de saúde, sendo 58 deles privados e 33 públicos entre hospitais, pronto-socorros, postos de saúde e serviços odontológicos. No total, a cidade possui 1 294 leitos para internação, sendo 71 públicos e 1 223 privados. Na cidade existem oito hospitais gerais, sendo seis públicos, um privado e um filantrópico. Presidente Prudente conta ainda com 1 425 auxiliares de enfermagem, 408 clínicos gerais, 236 pediatras, 221 genico obstetras, 218 enfermeiros, e 1 063 distribuídos em outras categorias, totalizando 3 571 profissionais de saúde. No ano de 2008 foram registrados 2 667 de nascidos vivos, sendo que 8,4% nasceram prematuros, 77,1% foram de partos casarios e 13,4% foram de mães entre 10 e 19 anos (0,3% entre 10 e 14 anos). A Taxa Bruta de Natalidade é de 12,9.
O antigo Hospital Universitário (atual Hospital Regional - HR) foi comprado em 2010 por 78 milhões de reais pelo Governo de São Paulo o qual injetou milhões de reais em reformas no hospital. O HR é referência para os 45 municípios do oeste paulista e atualmente comporta 550 leitos, todos do Sistema Único de Saúde (SUS), incluindo 56 leitos de Unidade de Terapia Intensiva (UTI), sendo 20 adultos, 10 coronarianas, 06 pediátricas e 20 Neonatais. Possui Residência Médica em Cardiologia, Cirurgia Geral, Cirurgia Plástica, Cirurgia Vascular, Dermatologia, Ginecologia e Obstetrícia, Infectologia, Neurocirurgia, Oftalmologia, Ortopedia, Otorrinolaringologia, Pediatria, Psiquiatria, Urologia, UTI, UTI Pediátrica e Neonatologia.

### Educação

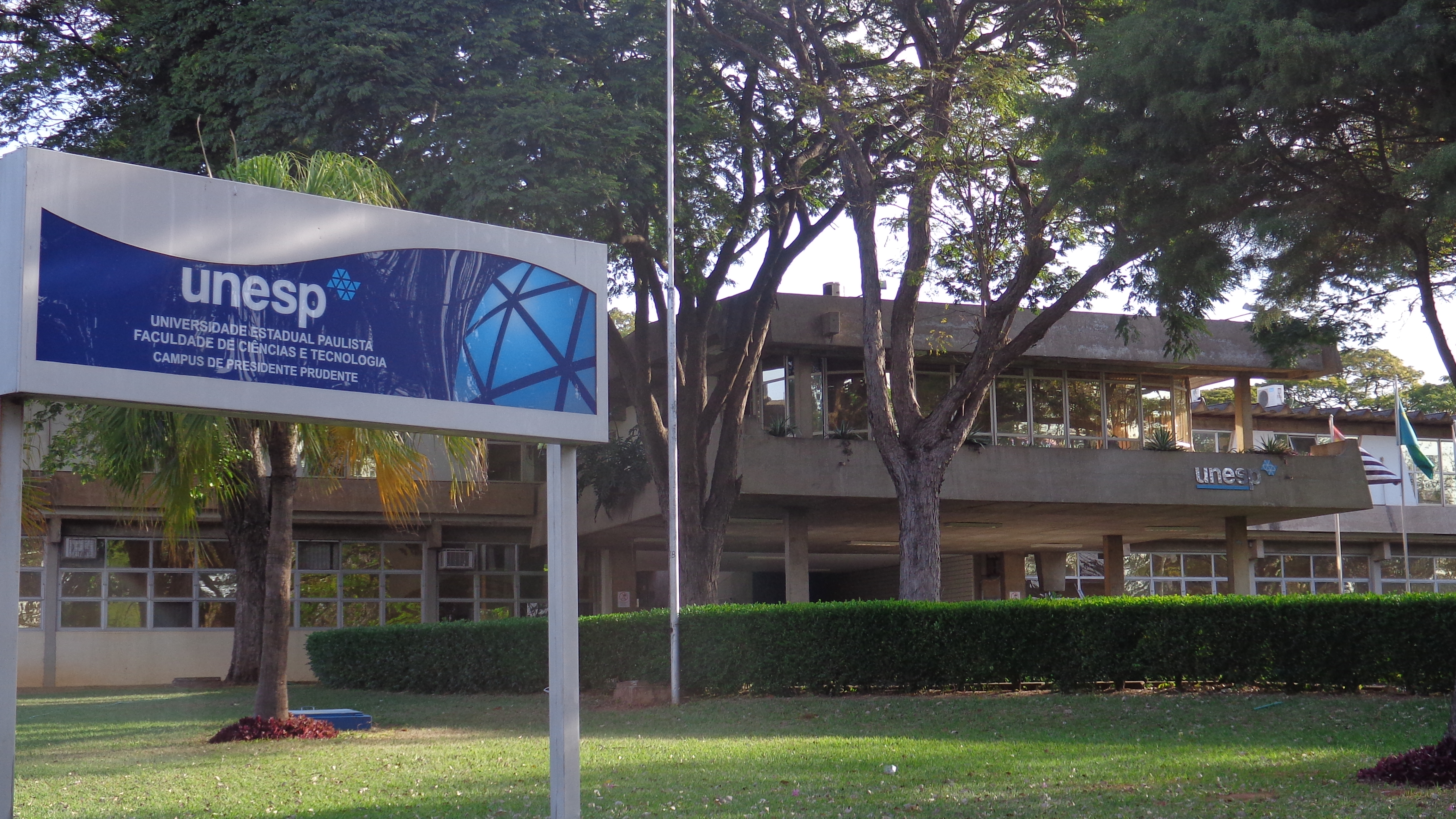
Faculdade de Ciências e Tecnologia do campus da UNESP Presidente Prudente

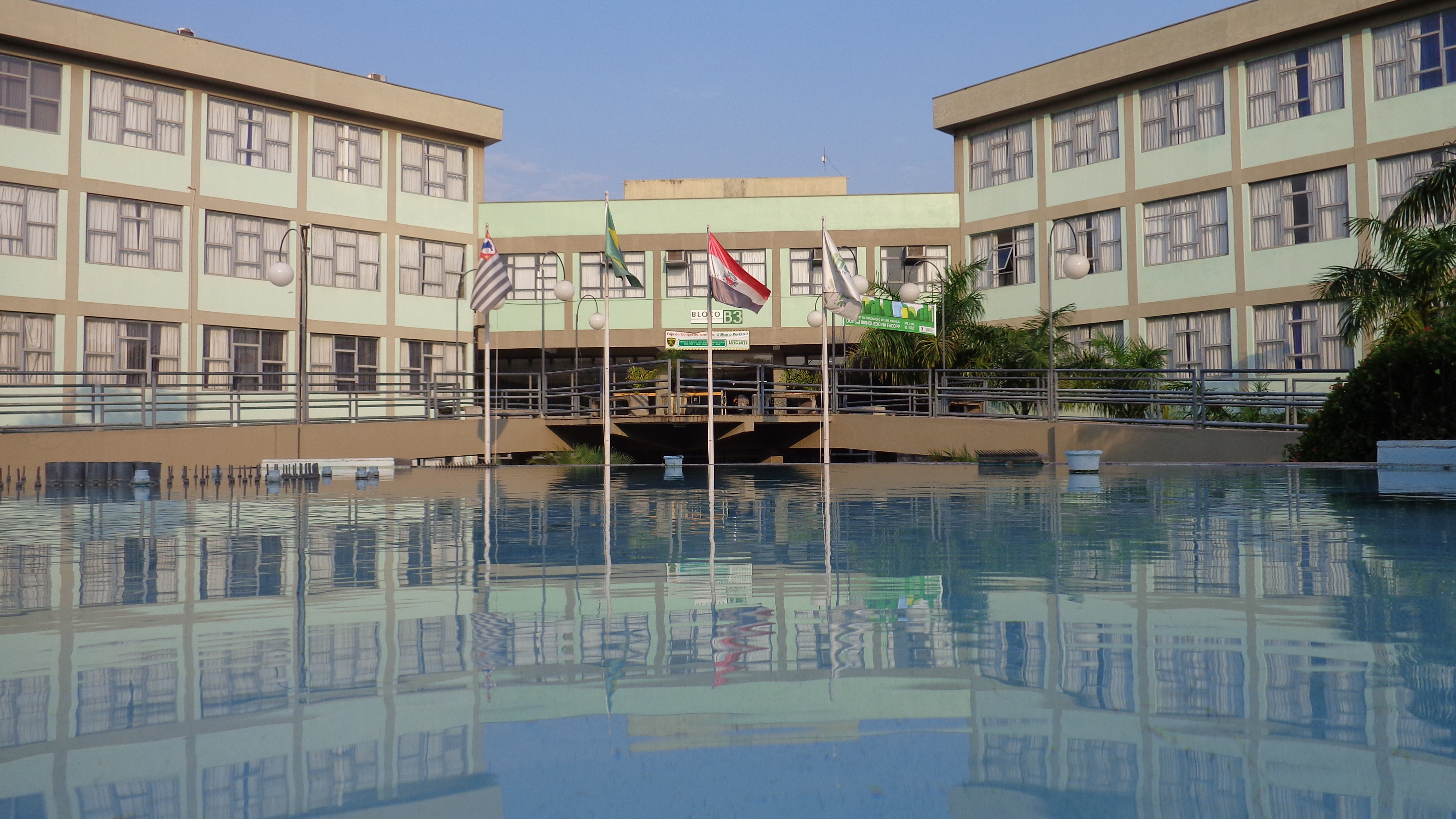
Bloco III do Campus II da UNOESTE

A Secretaria Municipal de Educação de Presidente Prudente (Seduc), foi criada legalmente pela lei nº 2296/83 de 21 de dezembro de 1983 e oferece cursos aos professores da Rede Municipal, promove projetos de alfabetização e desenvolve a utilização de Prédios Escolares Municipais fora dos horários de aulas e durante os período de férias para a realização de atividades culturais e recreativas. A Secretaria de Educação também é responsável pela coordenação com os órgãos federais e estaduais estabelecendo programas de ensino e educação em geral.
Presidente Prudente conta com escolas em todas as regiões do município. Devido à intensa urbanização os poucos habitantes da zona rural têm fácil acesso a escolas em bairros urbanos próximos. A educação nas escolas estaduais tem um nível inferior ao das escolas municipais, mas a prefeitura está criando estudos para tornar a educação pública estadual ainda melhor, de modo a conseguir melhores resultados no IDEB. O município em 2008 contava com aproximadamente 40 639 matrículas, 2 673 docentes e 193 escolas nas redes públicas e particulares. A taxa de alfabetização municipal é de 98%.
O município também destaca-se pelas universidades, como a Universidade Estadual Paulista (Unesp), União das Instituições Educacionais de São Paulo (Uniesp) e Universidade do Oeste Paulista (Unoeste), e pelas instituições Centro Universitário Antônio Eufrásio de Toledo (Toledo), Faculdade de Tecnologia do Estado de São Paulo (Fatec), o Serviço Nacional de Aprendizagem Comercial (SENAC), o Serviço Nacional de Aprendizagem Industrial (Senai) e o Sesi, que juntas concentram mais de 80 mil alunos, distribuídos em mais de 110 cursos diferentes de graduação e pós-graduação. A cidade conta com três universidades, duas faculdades e sete faculdades de educação a distância.
| Ensino pré-escolar | 3854   | 221  | 65 |
| Ensino fundamental | 27 680 | 1417 | 87 |
| Ensino médio       | 9105   | 735  |    |

### Ciência e tecnologia
Presidente Prudente é considerada uma das cidades mais inovadoras do estado de São Paulo. Em 2016, foi elaborada e entrou em vigor uma lei de incentivo e apoio à inovação tecnológica, à pesquisa científica e tecnológica e ao desenvolvimento tecnológico, com o objetivo de aproximar o governo municipal das instituições de ensino superior e facilitar investimentos em startups, pesquisa e desenvolvimento. A lei também criou o Fundo Municipal de Inovação, que garante recursos financeiros para apoio em projetos de pesquisadores e empresários, a Bolsa Auxílio de Inovação para pessoas físicas que queiram desenvolver seus projetos (Startups), o Prêmio de Inovação, destinado ao reconhecimento às iniciativas e projetos de sucesso, o Conselho Municipal de Ciência, Tecnologia e Inovação e Instituiu o Selo Municipal de Inovação para empresas que atuarem nesse tema e contribuírem com o desenvolvimento do município. A cidade é a primeira do país a sancionar uma Lei Municipal de Inovação.
No ano de 2017, foi inaugurada a Fundação Inova Prudente, Fundação de Educação, Pesquisa e Inovação de Presidente Prudente "Vicente Furlanetto" (FUNDEPI), um espaço físico com infraestrutura e serviços destinados a integrar startups, empreendedores, pesquisadores e a sociedade, além de promover o desenvolvimento de empreendedores e pequenas empresas, a pesquisa aplicada para o melhoria ou criação de novos produtos ou processos, objetivando a inovação. A instalação passou por reformas e em 2018 foi inaugurado o primeiro Coworking Municipal de Tecnologia e Inovação do Brasil. O espaço abriga 120 “coworkers”, 200 pesquisadores e 40 empresas.
O governo municipal criou, no início de 2019, o Programa InovaTec, que concede a isenção de tarifas e taxas municipais, e redução de 60% na base de cálculo do Imposto Sobre Serviços (ISS) devido por essas empresas. Na prática, elas terão de pagar apenas 2% de ISS sobre o faturamento mensal, a menor taxa permitida pela legislação federal. A Fundação Inova Prudente foi considerada um caso de sucesso na GovTech Conference, evento realizado pela StartSe e que ocorreu em abril de 2019 em São Paulo.
O município possui também a Incubadora Tecnológica de Presidente Prudente (INTEPP), que foi inaugurada em 2004, e seu objetivo é apoiar a geração, desenvolvimento e consolidação de empresas de base tecnológica, além de disponibilizar infraestrutura física e de serviços para a constituição de um novo negócio a fim de captar investimentos e conquistar o mercado gerando renda e empregos.

### Criminalidade e segurança pública

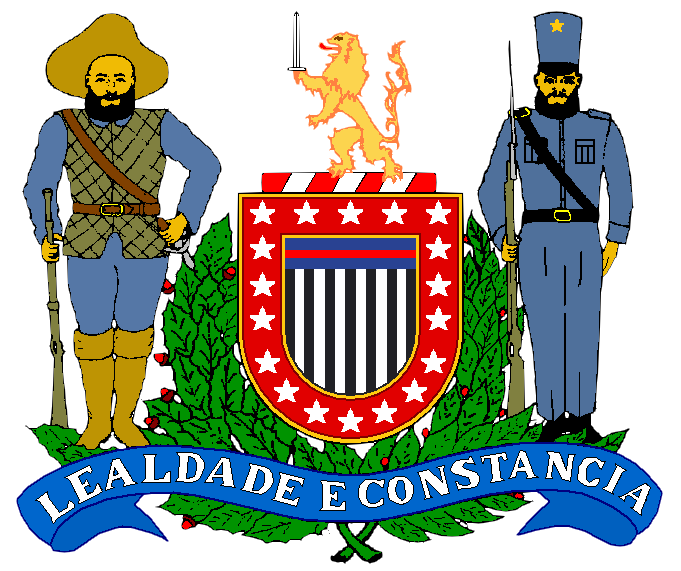
Brasão da PMSP

Como na maioria dos municípios médios e grandes brasileiros, a criminalidade também é um problema em Presidente Prudente apesar de ter os mais baixos índices da criminalidade no estado de SP. No ano de 2006 a taxa de homicídios no município foi de 12 para cada 100 mil habitantes. O índice de óbitos por arma de fogo, que era de 11,8 em 2002, pulou para 16,3 em 2003, sendo de 11,7 e 14,6 em 2004 e 2005, respectivamente, voltando a cair em 2006, ficando em 6,0 neste ano. A taxa de óbitos por acidentes de trânsito, que era de 22,7 em 2002, cresceu para 30,9 em 2006.
A queda de homicídios por causas relacionadas à violência urbana se deve às medidas tomadas pela Polícia Militar do Estado de São Paulo (PMSP), como o Registro Digital de Ocorrência (RDO), adotado em mais 46 municípios do estado de São Paulo. O RDO permite que os boletins de ocorrência (BOs) feitos nas unidades policiais sejam padronizados via intranet, armazenados em bancos de dados e consultados por outros órgãos policiais. Também segundo o governo municipal, o Ministério das Cidades investe pouco na área da segurança em Presidente Prudente.
A região de Presidente Prudente possui a maior concentração de presídios do Brasil, com uma população carcerária de 18 318 presos em 21 presídios, sendo que estas unidades possuem apenas 13 757 vagas, ou seja, a população carcerária está 33,15% acima da capacidade instalada dos presídios. A instalação dos presídios no interior possibilitou que o governo do estado resolvesse dois problemas com uma única medida: afastou os presos dos grandes centros urbanos e atendeu as reivindicações para a criação de necessários novos postos de trabalhos para a população desses municípios. Com os presídios foram criadas 18 mil vagas de trabalhos estimadas para as unidades prisionais, a partir de investimentos de R$ 230 milhões.

### Serviços e comunicações

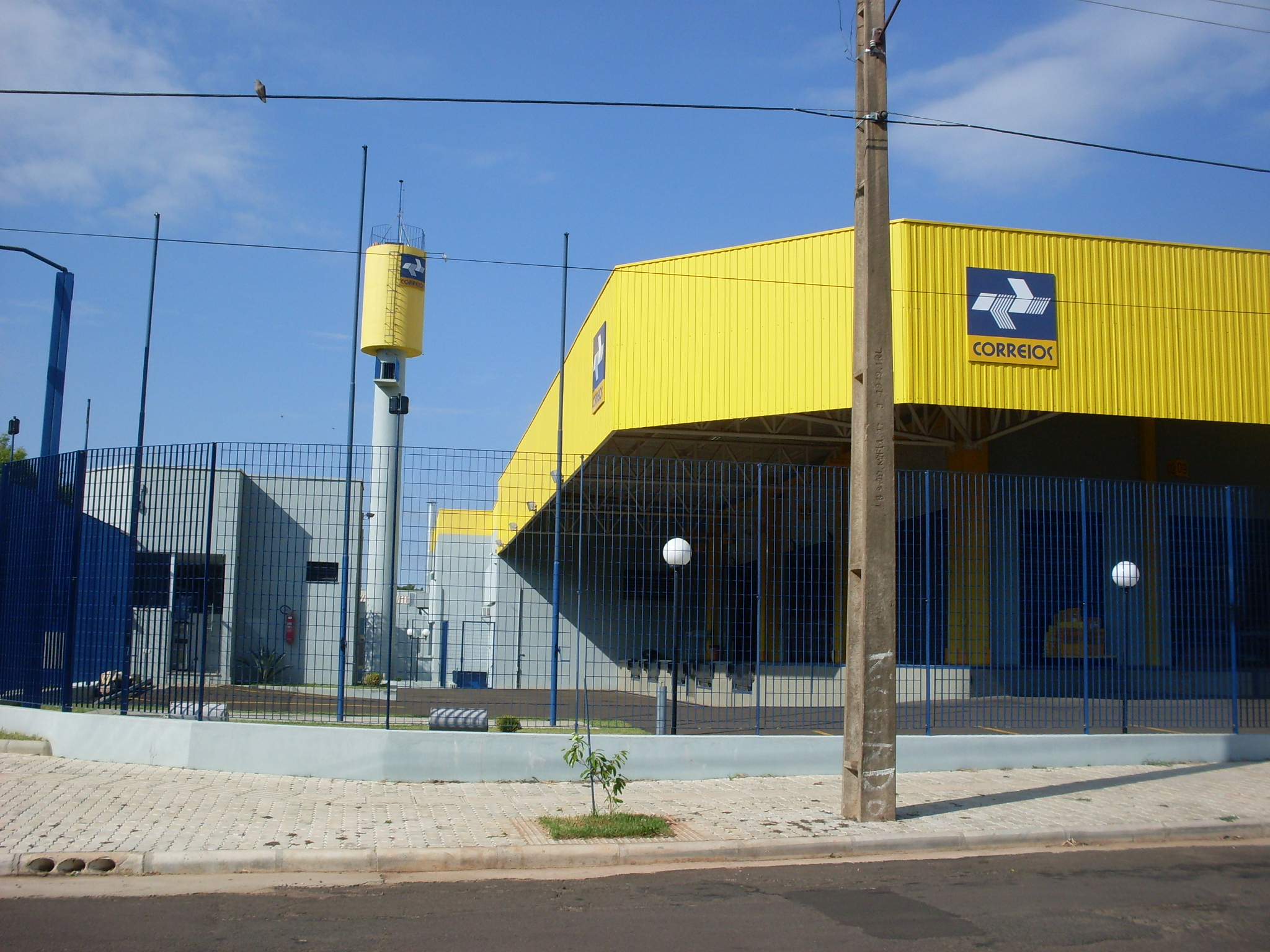
Agência da Empresa Brasileira de Correios e Telégrafos do município

O serviço de abastecimento de água de Presidente Prudente é feito pela Companhia de Saneamento Básico do Estado de São Paulo (Sabesp). 70% da água consumida no município é oriunda do Rio do Peixe e os outros 30% são captados do Rio Santo Anastácio e de pequenos reservatórios subterrâneos e mananciais. 100% da zona urbana é atendida pela rede de distribuição de energia elétrica, sendo que em 2001 foram consumidos 112 454 megawatts/hora por ano e existiam cerca de 180 mil consumidores.
O sistema de telefones automáticos foi inaugurado na cidade em 1964 pela Empresa Telefônica Paulista (ETP), que também implantou o sistema de discagem direta à distância (DDD) em 1972 com o código de área (0182). A ETP foi encampada em 1973 pela Telecomunicações de São Paulo (TELESP), que posteriormente construiu a nova central telefônica. Na década de 90 o código DDD da cidade foi alterado para (018), para padronização do sistema telefônico com a telefonia celular que estava sendo implantada em todo o estado. O serviço telefônico móvel, por telefone celular, é oferecido por diversas operadoras. Existe ainda acesso 3G, oferecido ao município desde 2009, e 4G oferecido ao município desde 2013. O código de área (DDD) de Presidente Prudente é 018 e o Código de Endereçamento Postal (CEP) da cidade vai de 19.000-000 a 19.109-999. No dia 8 de janeiro de 2009 o município passou a ser servido pela portabilidade, juntamente com outras cidades de DDDs 018 e estados do Rio Grande do Sul (DDDs 51 e 55), Tocantins (63), Mato Grosso (65) e Amazonas (92 e 97).
Há doze canais na faixa de Very High Frequency (VHF) - canais 2 a 13 - e 69 na faixa de Ultra High Frequency (UHF) - canais 14 a 83. Há também os canais em microondas (SHF) e os de satélite, de frequência muito melhor e que requerem receptores especiais. Estes receptores normalmente entregam o sinal para o televisor em um canal de VHF. Também há um jornal de circulação diária em Presidente Prudente, "O Imparcial". A cidade contava com o "Oeste Notícias", porém, este foi fechado por sua diretoria no último dia 31 de janeiro. De forma on-line a cidade conta com os portais [https://Portal G1 - Presidente Prudente , com o Diário de Prudente e Portal Prudentino como os mais acessados. Existem ainda nove emissoras de rádio da cidade, sendo as principais a "101 FM" e a "98 FM".

### Transportes

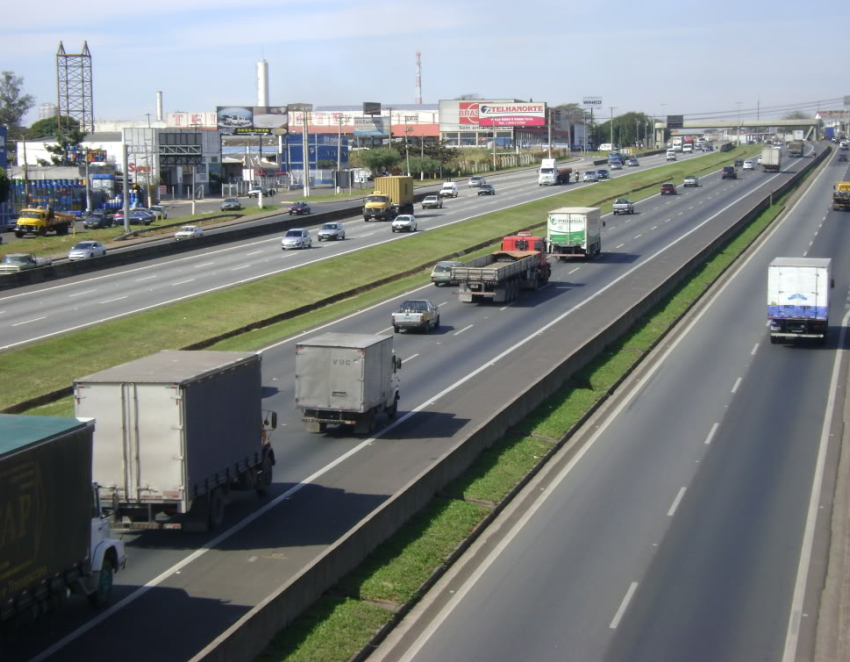
Rodovia Raposo Tavares (SP-270), próximo à Presidente Prudente

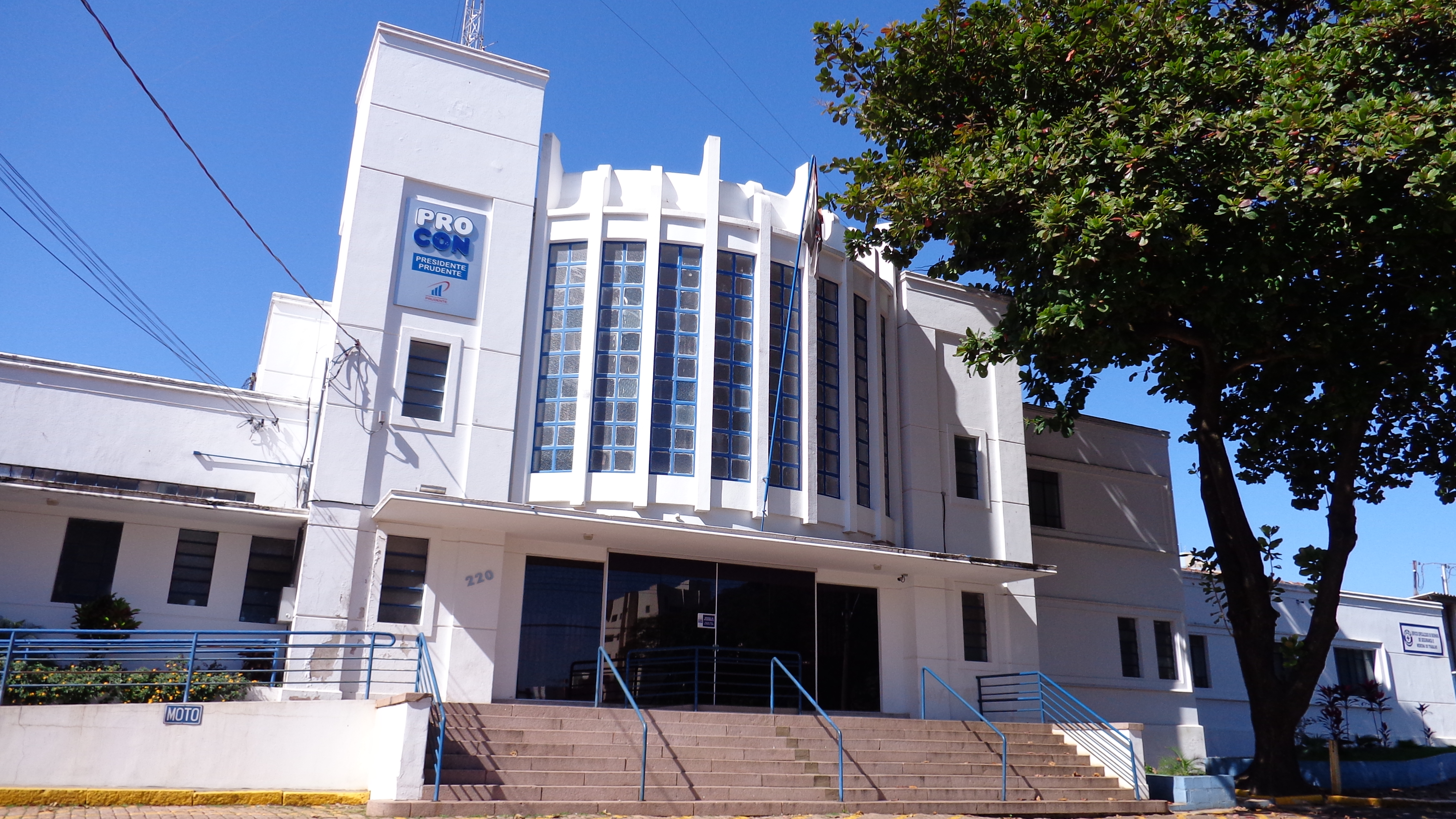
Vista da antiga estação ferroviária

O município é servido pela hidrovia Tietê-Paraná, que facilita o escoamento dos produtos para os países do Mercosul. Presidente Prudente também é servida em seu território pela Ferroban (Ferrovia Bandeirantes S.A.), em um antigo trecho que pertencia à já extinta Estrada de Ferro Sorocabana. Porém desde 1999 não há transporte ferroviário de passageiros, havendo apenas transporte de cargas. O município possui fácil acesso à SP-270 (Rodovia Raposo Tavares) ligando São Paulo a Presidente Prudente e Presidente Epitácio a Mato Grosso do Sul; SP-501 (Rodovia Júlio Budisk) ligando Presidente Prudente à SP-294 - Comandante João Ribeiro de Barros. (Alta Paulista - Osvaldo Cruz, Dracena, Adamantina); e SP-425 (Rodovia Assis Chateaubriand) ligando Presidente Prudente com Santo Inácio (PR) e posteriormente à São José do Rio Preto e divisa com Minas Gerais. Além disso, tem acesso às rodovias de importância estadual e até nacional através de rodovias vicinais pavimentadas e com pista dupla. A cidade conta também com o Aeroporto Dr. Adhemar de Barros (IATA: PPB, ICAO: SBDN). Possui capacidade para 178 926 passageiros e é considerado como o terceiro maior do estado de São Paulo.
A frota municipal no ano de 2009 era de 103 460 veículos, sendo 65 001 automóveis, 3 327 caminhões, 576 caminhões trator, 7 685 caminhonete, 272 micro-ônibus, 22 169 motocicletas, 3 650 motonetas, 743 ônibus e 37 tratores de roda. As avenidas duplicadas e pavimentadas e diversos semáforos facilitam o trânsito da cidade, mas o crescimento no número de veículos nos últimos dez anos está gerando um tráfego cada vez mais lento de carros, principalmente na Sede do município. Além disso, tem se tornado difícil encontrar vagas para estacionar no centro comercial da cidade, o que vem gerando alguns prejuízos ao comércio, salientando, que em parte, essa dificuldade ocorre por culpa dos próprios comerciantes e seus funcionários, que estacionam seus carros nas poucas vagas existentes.
Anteriormente, o transporte público de Presidente Prudente era feito por duas empresas: Transporte Coletivo Presidente Prudente (TCPP) e a Pruden Express. Atualmente, após uma licitação, apenas uma empresa presta o serviço, a Prudente Urbano. A Secretaria Municipal de Assuntos Viários (SEMAV) é o órgão municipal responsável pelo sistema de trânsito e de transporte da cidade. Ela regulamenta e regulariza o sistema de transporte público e gerencia o trânsito municipal. É formada pelo departamento de Planejamento, Transito, Transportes e Cooperação em Segurança Pública.

## Cultura e lazer

### Turismo, artes e eventos

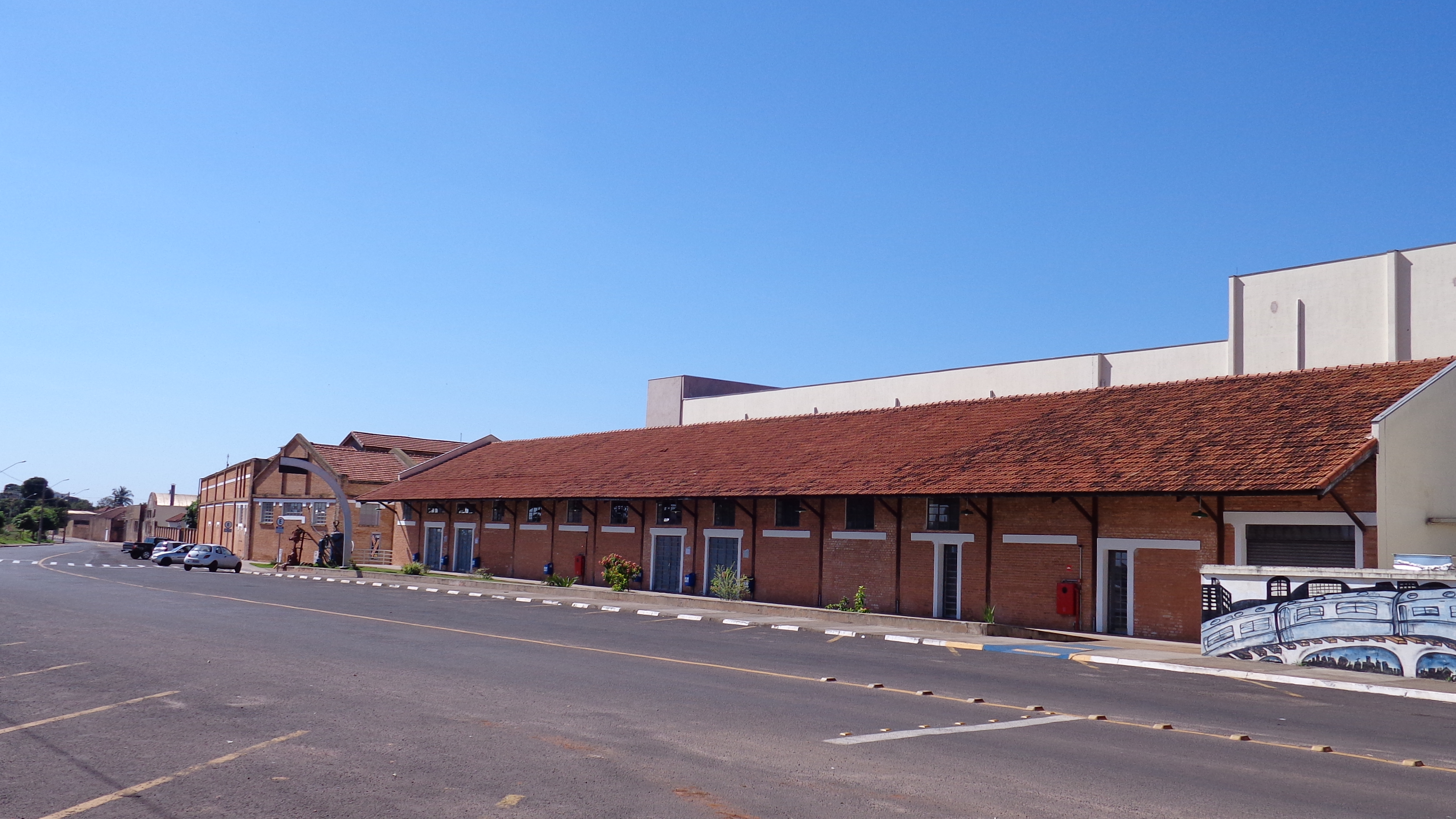
Centro Cultural Matarazzo, um dos principais locais de lazer da cidade

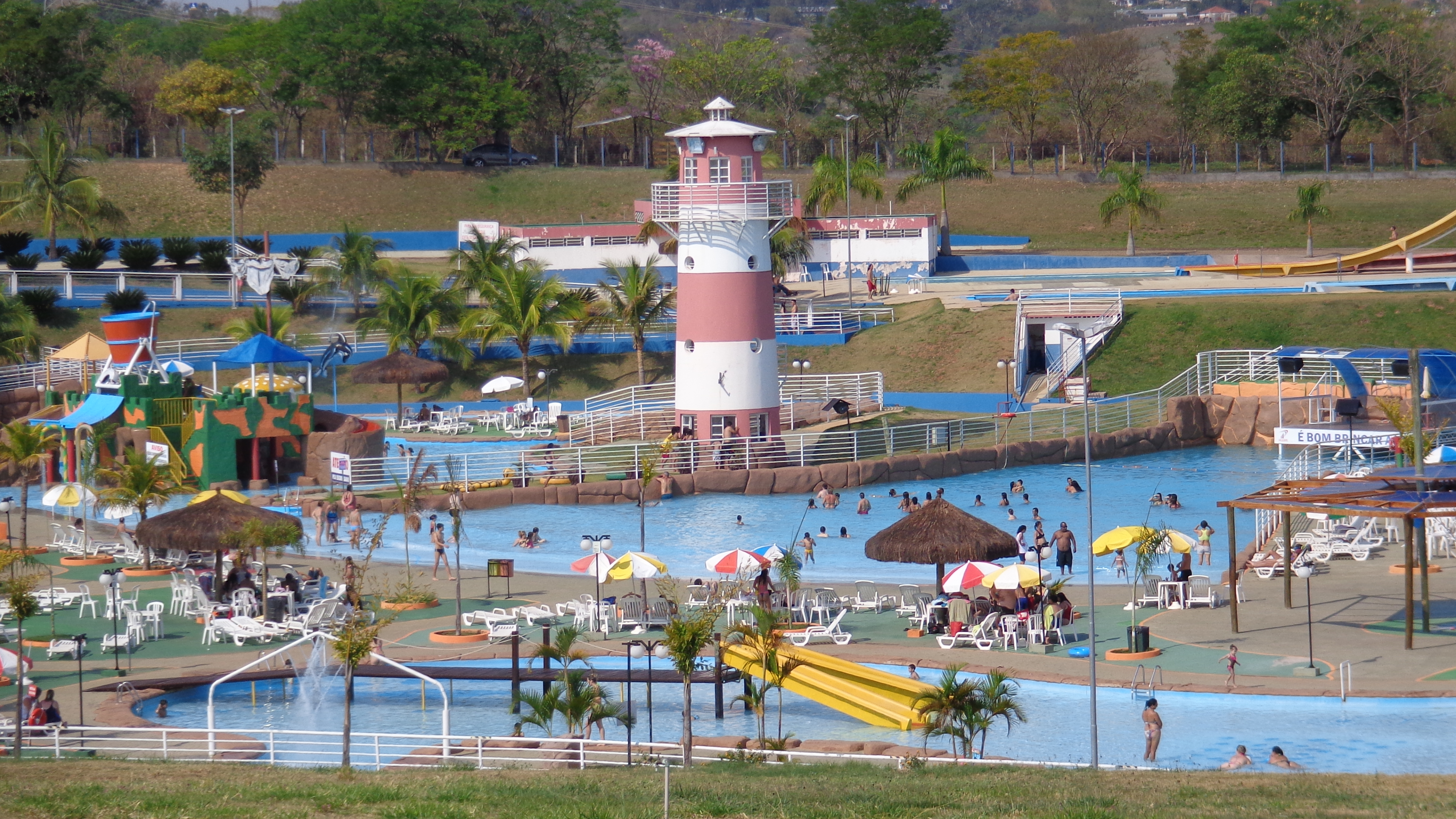
Parque aquático na Cidade da Criança, importante espaço de recreação

A cidade conta com vinte hotéis, quatro cinemas (820 lugares), dois teatros (555 lugares), sete anfiteatros, cinco bibliotecas e dois espaços para aeromodelismo. O município conta ainda com treze clubes sociais, além do Estádio Municipal Eduardo José Farah (com a maior capacidade do interior do Brasil, de 65 mil pessoas) e a Arena Coberta do Rancho Quarto de Milha (a maior arena coberta da América Latina).
Há eventos como Festival Nacional de Teatro (FENTEPP), o Nikkei Fest, o Festival Literário de Presidente Prudente (FLITPP), a Festa das Nações e a Expo-Prudente, que fazem com que a cidade seja também pólo cultural da região. Para os momentos de lazer a cidade oferece o Centro Cultural Matarazzo, que conta com um complexo envolvendo a Biblioteca Municipal Dr. Abelardo de Cerqueira César, Escola Municipal de Artes Profª Jupyra Cunha Marcondes, Escola Municipal de Artes, Teatro Paulo Roberto Lisboa, Auditório Sebastião Jorge Chammé, Cinema Condessa Filomena Matarazzo, Boulevard Os Sombras e Os Temperamentais, Boulevard Praça dos Seresteiros de Presidente Prudente, Praça Coreto Francisco Artoni, Coreto, Salas Multiuso - para oficinas e ensaios, Galerias e Ateliê.
A cidade também conta com o Parque do Povo, a Cidade da Criança (são 70 hectares de área verde com infraestrutura, possuindo atrativos como: Teleférico, Trilha Ecológica, Zoológico, Parque Infantil, Kartódromo, Planetário, Observatório Astronômico, Parque Aquático, Associação dos Pescadores, Escola Livre do Meio Ambiente e dois lagos), o Parque Ecológico Nelson Bugalho, o Teatro Municipal Procópio Ferreira e o SESC Thermas.

### Esportes

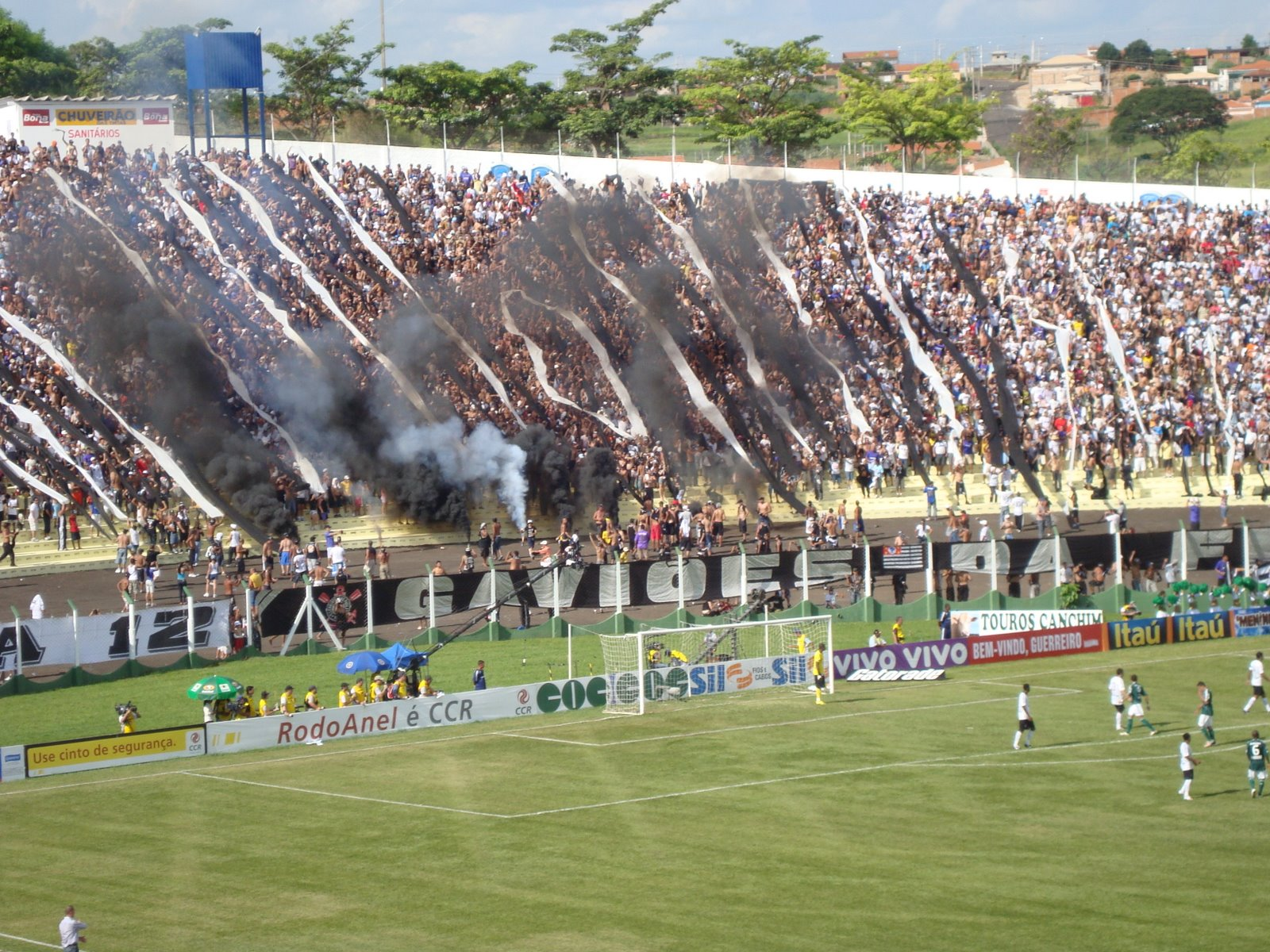
Partida entre Corinthians e Palmeiras no Prudentão, pelo Campeonato Paulista de 2009

Depois da passagem da Prudentina, na década de 60, a extinção em 2001 do Corinthians de Prudente como time totalmente profissional e da passagem do Grêmio Prudente Futebol em 2010, quando adotou o nome cidade, Presidente Prudente atualmente conta com o Grêmio Desportivo Prudente, e tem um bom estádio, o Estádio Municipal Eduardo José Farah, Prudentão, fundado em 12 de outubro de 1982 e que hoje conta com capacidade de até 44 414 pessoas. A primeira partida realizada foi entre o Santos Futebol Clube e o já extinto Esporte Clube Corinthians, com público aproximado de 20 240 pessoas, sendo que a equipe santista ganhou por 1 a 0. O público recorde foi no jogo entre Sociedade Esportiva Palmeiras e Sport Club Corinthians Paulista, com 45 972 pessoas, em 3 de março de 1996, cujo resultado foi de 3 a 1 para o time palmeirense. Nas divisões inferiores destacam-se o Oeste Paulista Esporte Clube e o Presidente Prudente Futebol Clube.[carece de fontes?]
Em 23 de dezembro de 2010 foi inaugurado o Centro de Formação de Atletas Flávio Araújo, nome que homenageou o jornalista esportivo prudentino, e que fez grande carreira no rádio nacional. O Centro é referência na área esportiva, e conta com estrutura de atendimento médico e preparação física, quadra coberta e campo de futebol usada como Centro de Treinamento do Grêmio Prudente.

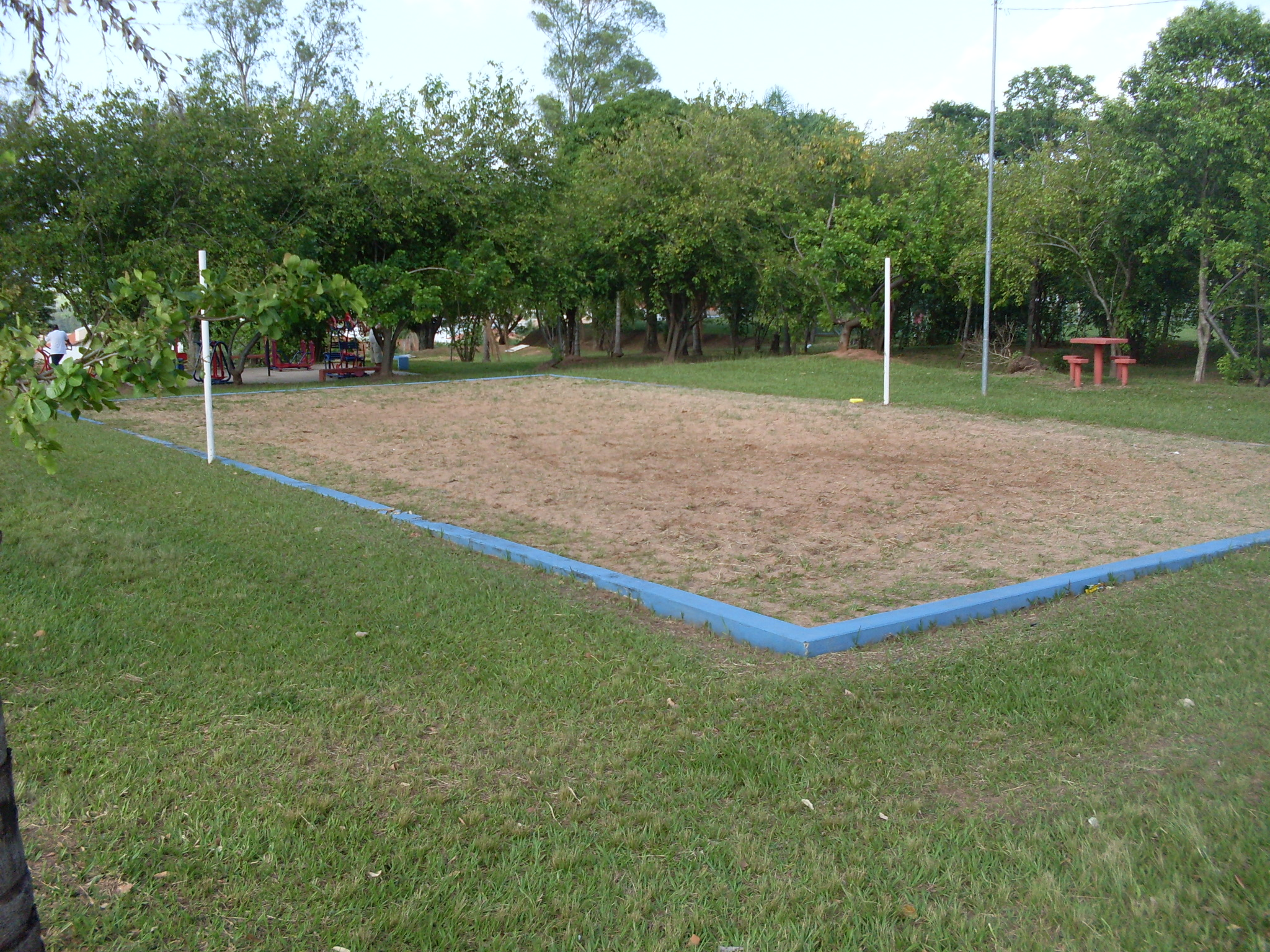
Quadra de vôlei de praia em Presidente Prudente, no Jardim Alto da Boa Vista

Em outras modalidades esportivas, a cidade também passa por grandes investimentos na ampliação das praças esportivas, como o PUM (Parque de Uso Múltiplo), que conta com cinco quadras cobertas, um ginásio e vestiário para atletas. O Centro Olímpico recebeu investimentos em modalidades olímpicas, como na pista de atletismo e nas piscinas de natação e pólo aquático. Também foi feita uma cobertura de quadras do parque do povo e grama sintética em seus dois campos de futebol. O Estádio Municipal Caetano Peretti conta com alojamento para atletas amadores da cidade e reforma do campo com a possível construção de mais uma pista de atletismo no local. A cidade conta ainda com doze estádio de gateball, sete ginásios esportivos e quatro estádio de beisebol.

### Feriados
Em Presidente Prudente há três feriados municipais, oito feriados nacionais e três pontos facultativos. Os feriados municipais são: o dia de São Sebastião, em 20 de janeiro; o aniversário da cidade, em 14 de setembro; e a homenagem a Nossa Senhora da Conceição, em 8 de dezembro.